# Strój spiski

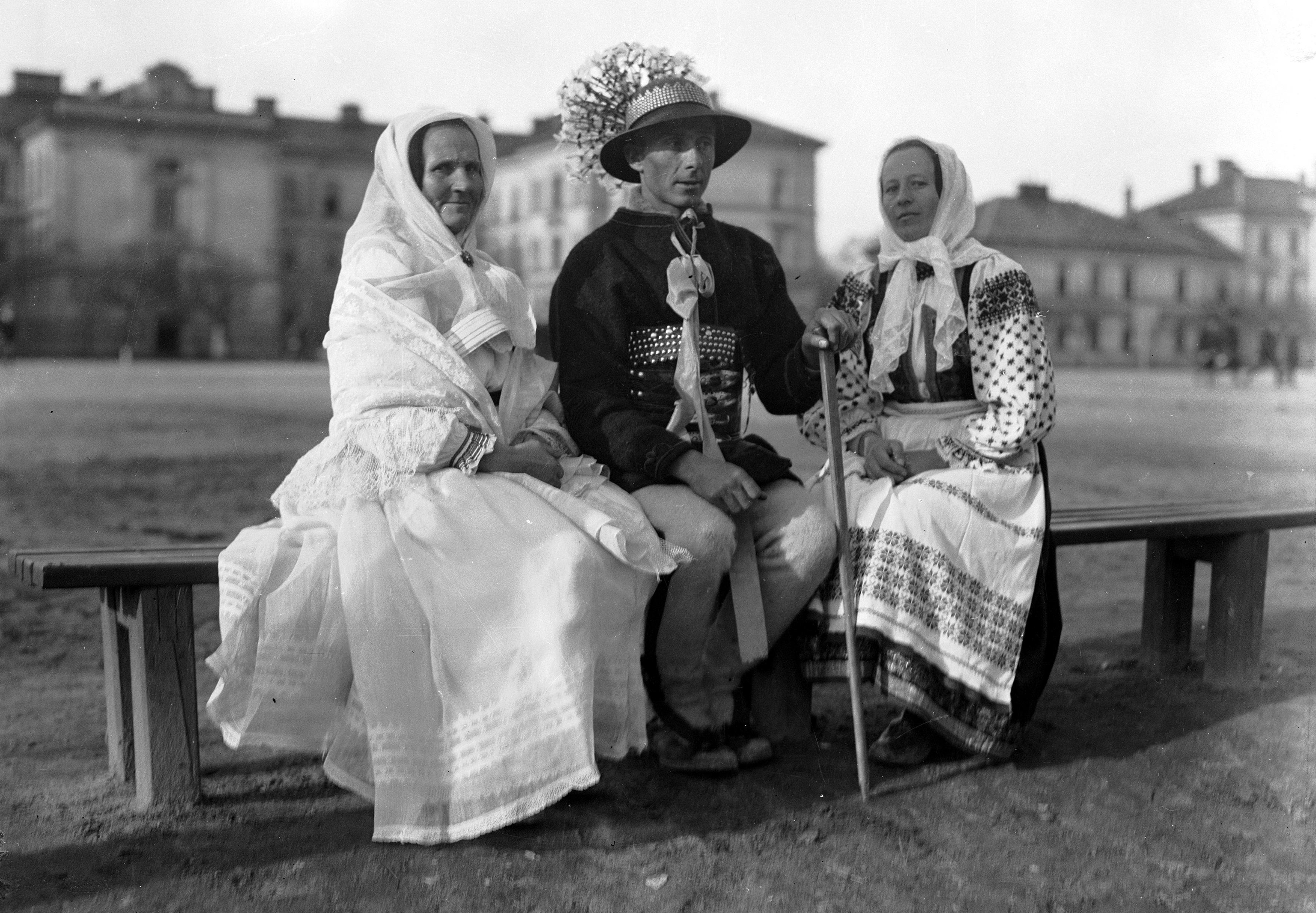
Spiszacy w strojach jurgowskich podczas zjazdu górali w Krakowie (1934)

Strój spiski – tradycyjny ubiór Spiszaków, ludności góralskiej zamieszkującej obszar Spiszu (zarówno na terenie Polski, jak i w słowackiej części Górnego Spiszu). Strój spiski wykazuje wspólne dla obszaru całych Karpat Zachodnich wpływy niemieckie, wołoskie oraz szczególnie silne tu – węgierskie. Niemniej wyraźnie różni się on od ubioru sąsiednich grup górali podhalańskich oraz pienińskich. Strój Spiszaków cechował się dużą różnorodnością. Na niewielkim obszarze Polskiego Spiszu wykształciły się trzy jego typy: jurgowski oraz zbliżone do siebie kacwiński i trybski. Odrębne warianty stroju ludowego powstały też wśród górali spiskich na terytorium obecnej Słowacji. 
Do końca XIX wieku ubiór wykonywany był z materiałów wytwarzanych w gospodarstwie domowym – płótna lnianego, sukna wełnianego i skóry. W późniejszym okresie w dostępne stały się materiały produkowane fabrycznie: janglija (lub anglija – delikatna tkanina angielska), aksamit (barsian), tybet, kreton, jedwab czy wełenka (śtof lub sztof). Nabywano je w spiskich miastach: Kieżmarku, Lubowli czy Starej Wsi. Po wytyczeniu w 1920 roku dzielącej region granicy polsko-czechosłowackiej mieszkańcy Polskiego Spiszu utracili możliwość zaopatrywania się w dotychczasowych punktach. Po polskiej stronie granicy część tkanin i produktów była trudno dostępna, bądź nie była dostępna w ogóle. Odmienne materiały oferowane w Nowym Targu czy Krościenku przyczyniły się do zwiększenia na Polskim Spiszu wpływów mody podhalańskiej. Sytuację tę wzmacniał także – zwłaszcza w przygranicznych miejscowościach (Nowa Biała, Krempachy, Dursztyn, Trybsz) – zanik istniejącej dotąd galicyjsko-węgierskiej granicy administracyjnej. W niektórych wsiach doprowadziło to do częściowego wyparcia stroju spiskiego podhalańskim (np. w przypadku ubioru męskiego w Czarnej Górze i Rzepiskach). Jednocześnie na terenach pozostałych po południowej stronie granicy strój spiski zaczął upodobniać się do ubiorów właściwych dla innych regionów Słowacji, co szczególnie widoczne było w znacznym zwiększeniu liczby zdobień – głównie u kobiet, ale też u mężczyzn (choćby obszycia przyporów spodni).
W ocenie Janusza Kamockiego strój spiski wyewoluował ze „stroju starospiskiego” noszonego także przez górali pienińskich, wyróżnianych przez część autorów górali szczawnickich oraz Rusinów szlachtowskich, jak i na północnym pograniczu spisko-podhalańskim (pas od Harklowej do Czorsztyna). J. Kamocki zauważa jednak, że podobieństwa do niektórych elementów odzieży górali sądeckich każą przypuszczać, że stroje te zapewne należały w przeszłości do szerszej, wspólnej grupy, którą można określić mianem „spisko-sądeckiej”.
Jak wynika z badań prowadzonych w latach 50. XX wieku przez Edytę Starek (monografia pt. „Strój spiski” z 1954) już wówczas strój spiski przywdziewany był bardzo rzadko. Obecnie tradycyjne stroje (po obu stronach granicy) zakładane są głównie przez zespoły regionalne oraz przy okazji największych świąt rodzinnych i kościelnych.

## Typy kacwiński i trybski

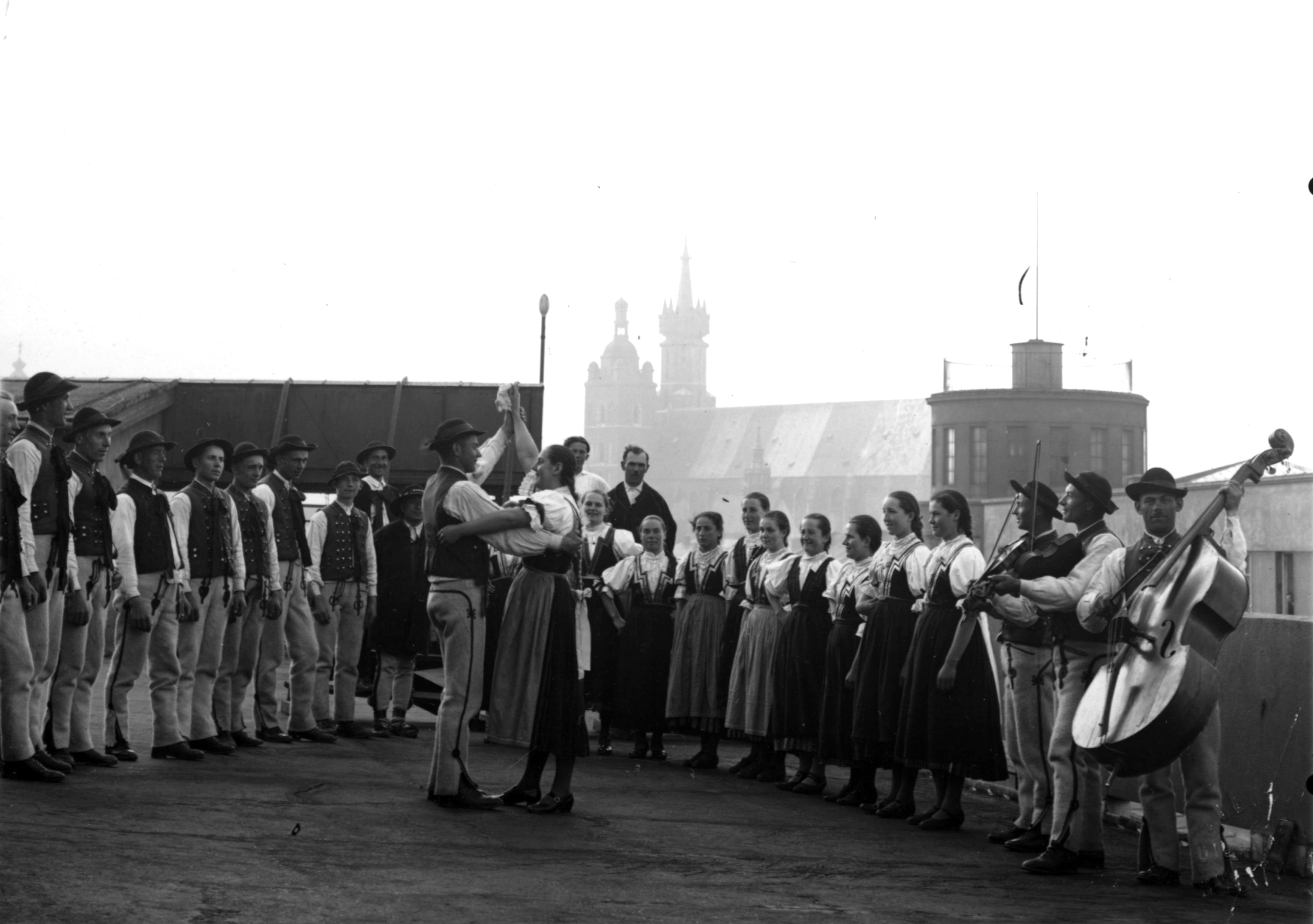
Spiski zespół regionalny w strojach trybskich (1929)

Strój kacwiński noszony był dawniej w siedmiu spośród czternastu polskich wsi spiskich, a mianowicie w Falsztynie, Frydmanie, Kacwinie, Łapszach Niżnych, Łapszach Wyżnych, Łapszance i Niedzicy. Z kolei strój w odmianie trybskiej typowy był dla Dursztyna, Krempach, Nowej Białej i Trybsza. Warianty te miały liczne cechy wspólne, różniły się zaś przede wszystkim nazewnictwem i rodzajem wykonywanych zdobień (ich większą liczbę, często z motywami kwiatowymi, można odnaleźć na strojach trybskich).

### Strój kobiecy
Nakrycie głowy
Panny przez cały rok chodziły z odkrytymi głowami. Kobiety zamężne mocowały na głowach chamełkę (obręcz wykonaną np. z okręconego szmatką grubego drutu), na której następnie upinano zaplecione w dwa warkocze włosy. Te układano na czubku głowy – w cubę. Na tak przygotowaną fryzurę zakładano zasłaniający ją czepek z charakterystycznym zębem na czole wykonywany przeważnie z atłasu, tybetu, a niekiedy brokatu. Na czepkach zawiązywano wzorzyste tybetki, chusty delinowe lub śtofowe (wykonane z cienkiej wełenki), bądź też białe – muślinowe. Małe wiązano pod brodą, większe zaś krzyżowano na piersi i wiązano na plecach.
Koszula

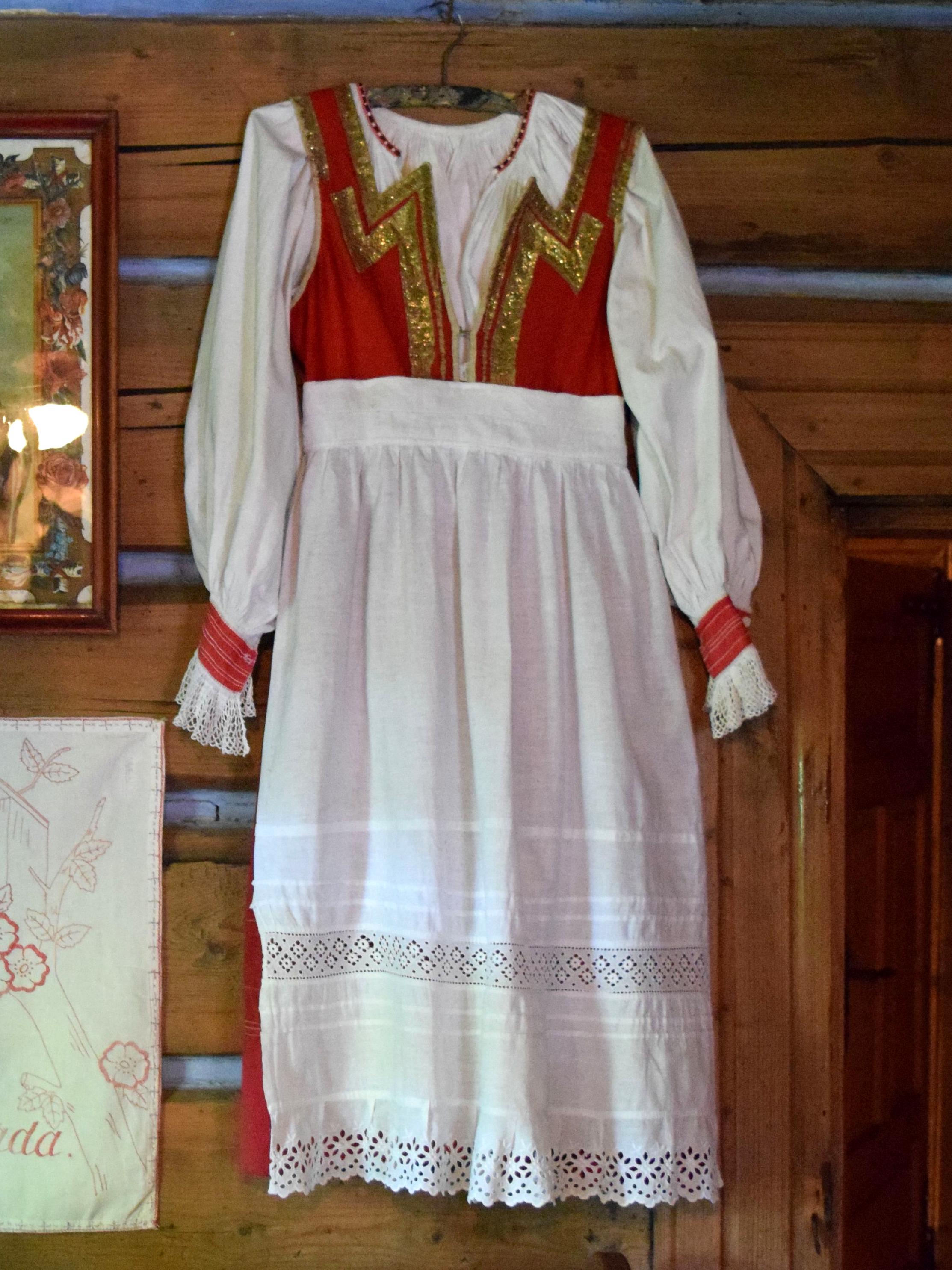
Strój kobiecy składający się z koszuli, sukni (kanafoski i kabotka) oraz zapaski

Noszono białe sięgające pasa lniane koszule o kroju bezprzyramkowym marszczonym. Szyto je z dwóch oddzielnych tkanin – przód i tył wytwarzano z gładkiego samodziału tkanego splotem płóciennym, podczas gdy rękawy ozdabiano wrabianymi paskami (Trybsz) albo naszywanymi fabrycznymi taśmami (Kacwin) – przeważnie koloru czerwonego. Długie i szerokie rękawy marszczono przy mankietach i wykańczano koronką wykonaną fabrycznie (śtykuwanie) bądź ręcznie szydełkiem (hekluwanie). Koszula miała rozcięcie do połowy przodu ułatwiające wkładanie jej przez głowę. Pod szyją była marszczona – by zebrać materiał z ramion – i zakończona obszewką. W przypadku koszul z krótkimi bufiastymi rękawami rękawy te przewiązywano powyżej łokci czerwonymi wstążkami.
Nowsze koszule wykonane były z cienkiego płótna bez pasów na rękawach, za to z kołnierzem-stójką wykończonym krezą bądź pasami czerwonego haftu tkackiego.
Spódnica
Podstawowym typem spódnicy była kanafoska (kanafaska). Szyto ją z czerwonego bawełniano-lnianego samodziału, kanafasu, tkanego w cienkie pionowe prążki – białe, czarne lub niebieskie (szerokość materiału stanowiła długość stroju). W zależności od ich koloru spódnica określana jako bioło (biała), miysano (mieszana) lub cyńcowo (tęczowa). Układano ją w talii w taki sposób, by prążki wypadały w środek fałd, dzięki czemu spódnica sprawiała wrażenie czerwonej. W części zasłanianej zapaską wszywano przodek z tańszego płótna lnianego. Pod wierzchnią część stroju zakładano zwykle trzy wykrochmalone spodniki (halki) z płótna samodziałowego – najbliższa ciału miała około 2 m szerokości, dwie kolejne były szersze, ok. 3 m. Po doszyciu do spódnicy gorsetu, strój ten nazywano suknią.
W późniejszym okresie (początek XX wieku) do szycia spódnic korzystano także z innych materiałów, w szczególności z wełny, adamaszku (biały odświętny kidel gradowy) czy atłasu. Po I wojnie światowej w okolicy Trybsza zaczęto nosić spódnice z ciemnego kwiecistego tybetu, zaś wokół Kacwina z gładkiego śtofu (śtofki) i kretonu (kartunki lub kartonki).
W okresie postu i żałoby noszono suknie szyte z tłoczonego samodziału farbowanego na ciemne kolory – czarny lub granatowy.
Zapaska
Na spódnice bądź suknie zakładano bardzo szerokie zapaski, przeważnie z szafirowego perkalu; pod koniec XIX wieku stosowano już znacznie węższe, wytwarzane z jednej szerokości materiału. W typie kacwińskim tradycyjnie były one białe (u panien) oraz czarne, z alpaki (orlijonu, u starszych kobiet). W okolicach Trybsza ich kolor nie był związany z wiekiem kobiety. Zapaskę wykańczano elementami w tym samym kolorze – bądź to ząbkami (cipkami), bądź też fabryczną taśmą. U góry wszyta była w obujek.
Gorset
Kobiety nosiły dwa rodzaje gorsetu: odświętne kabotki (lub kabatki) i lajbiki (lub lejbiki) stanowiące raczej element stroju codziennego. Oba mogły być doszywane do spódnicy lub noszone oddzielnie.
Kabotki szyto najczęściej z czerwonej jangliji, niekiedy także z brokatu lub tybetu. Miały przody cięte razem z częścią prostych pleców. Przy dekolcie wykończone były charakterystycznym trójkątnym wcięciem – szczytkiem. Zapinano je na haftki. Krawędzie obszywano matową aksamitką lub złotą taśmą (w Trybszu także zieloną).
Lajbiki były wyraźnie krótsze, z owalnym dekoltem, zapinane na guziczki. Miały proste plecy pasowane łukowatymi cięciami i przody krojone z częścią pleców. Szyto je z sukna, wzorzystego tybetu, delinu bądź aksamitu (barsianu). Przystrajano je przy pomocy kolorowego sznurka ułożonego wzdłuż brzegów stroju w tzw. mirwę lub gadzik (lajbiki sznurowane). Czarne gładkie tkaniny przystrajano sznurkiem białym lub szafirowym, zielone – czerwonym. Popularne były także lajbiki czerwone czy wielokolorowe, te ostatnie szczególnie w Trybszu. Dolny pas materiału układano w drobne fałdki w formie kaletek (rzadsze z przodu i gęstsze z tyłu). Lajbiki świąteczne lub ślubne szyte były w jasnych barwach, z większą liczbą zdobień.
Opisywany element ubioru na początku XX wieku zaczął być wypierany przez kurtki, lekko rozkloszowane w dolnej części i obcisłe w pasie satynowe katany ze stójką.
Szal
Tradycyjne szale zwane na Spiszu rańtuchami wytwarzano z tkaniny rąbkowej – delikatnego samodziału z lnianych włókien, pomiędzy które dla uzyskania ozdobnego wzoru wrabiano następnie grubą fabryczną nić bawełnianą. Noszono je na ramionach lub na głowie (czepcu). W typie kacwińskim przestały być używane już około połowy XIX wieku, jednak w okolicy Trybsza noszono je do wybuchu I wojny światowej. Ręcznie wykonywane szale zostały zastąpione przez fabrycznie produkowane tkaniny ażurowe (typu firanowego).
Kożuch
Okryciem wierzchnim w zimie były białe baranie kożuchy przypominające te noszone przez mężczyzn.
Obuwie
Do początku XX wieku podstawowym spiskim obuwiem tak u kobiet, jak i mężczyzn były kierpce ze świńskiej skóry (spyrcoki), a zimą kołcany (płytkie sukienne pantofle). Później, około 1905 roku bogatsi Spiszacy zaczęli nosić buty z wysokimi cholewami typu węgierskiego, układające się w kostce w harmonijkę. Niekiedy cholewka buta w swojej górnej części zdobiona była czerwonym paskiem skóry (szczególnie w stroju kacwińskim).

### Strój męski
Kapelusz

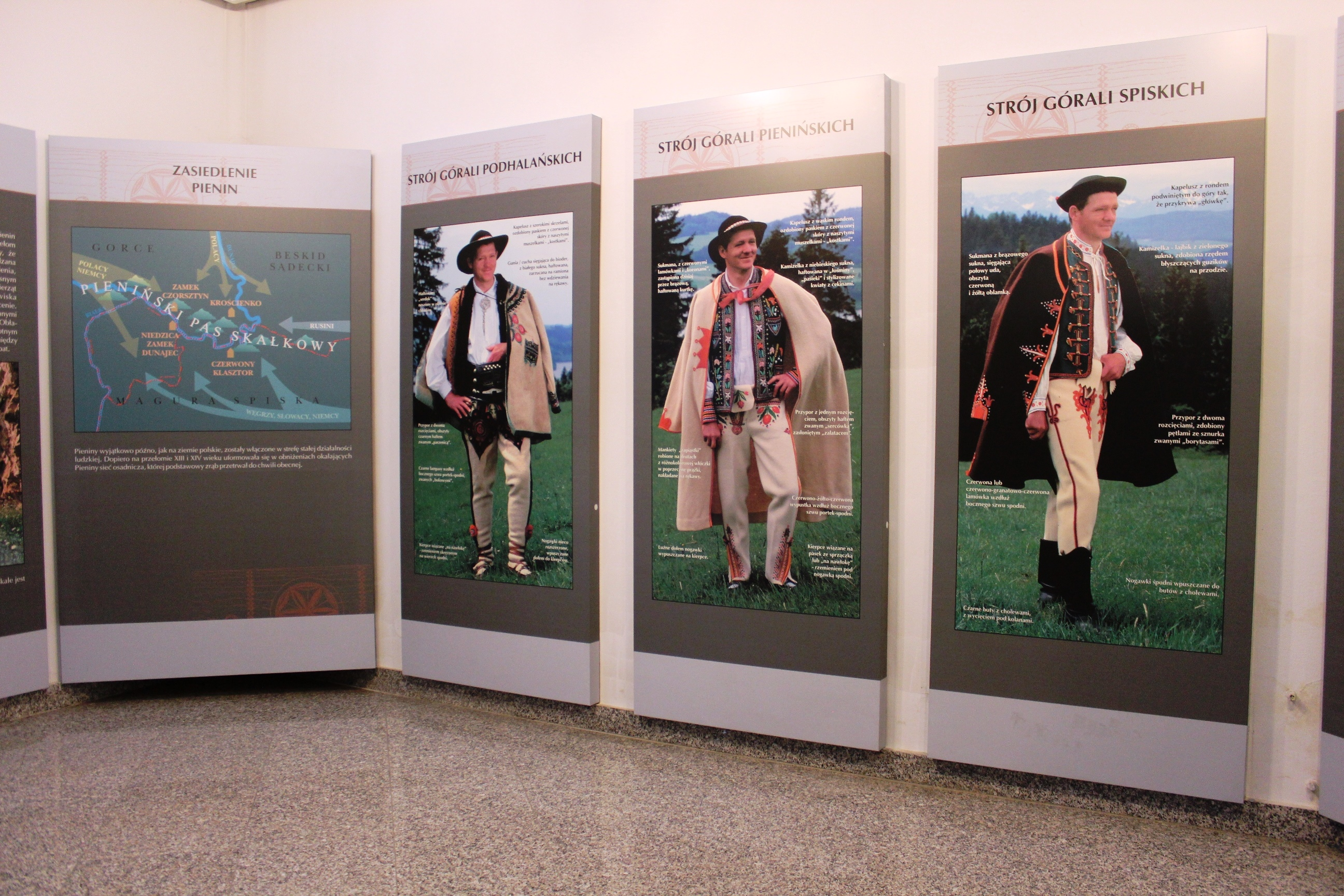
Mężczyzna w stroju kacwińskim (po prawej)

Podstawowym nakryciem głowy był filcowy kapelusz typu węgierskiego – o okrągłej, niezbyt dużej główce oraz szerokim rondzie. Rondo to, zwane kanią, wywijano nieomal pionowo do góry w taki sposób, że prawie dorównywało, a niekiedy przewyższało główkę (w odmianie trybskiej zazwyczaj było niższe niż w kacwińskiej). Kapelusze przewiązywano – szczególnie u kawalerów – kolorową, przeważnie czerwoną wstążką, której długie końce zwisały na zewnątrz ronda, sięgając nieraz aż do linii ramion. Wspomniane nakrycia głowy pierwotnie nabywano w Lubowli lub Starej Wsi Spiskiej; gdy po I wojnie światowej stały się one trudniej dostępne, w stroju kacwińskim zaczęły je wypierać fabryczne kapelusze z zielonego sukna. Jednocześnie w stroju trybskim w tym samym czasie zaprzestano ostatecznie noszenia kapeluszy słomkowych.
Zimą na głowy zakładano czapki baranie.
Koszula
Noszono białe, sięgające do pasa koszule z lnianego samodziału, początkowo o kroju ponczo podłużnego bez mankietów, później ujęte w mankiet. Koszule typu kacwińskiego miały stojący kołnierzyk wykończony podobnie jak mankiety taśmami z czerwonym fabrycznym wzorem. W wariancie występującym w okolicy Trybsza koszule pod szyją wykańczano niewielką stójką i obszewką przy rozcięciu, zdobioną białym haftem lub koronką. Zapinano je na guziki lub przy pomocy spinek.
Spodnie
Spodnie (portki) w stroju spiskim wykonywano z sukna samodziałowego. Te noszone przez Spiszaków z regionu Kacwina miały proste, szerokie i równo zakończone nogawki zdobione wszytymi lamówkami z czerwonego sukna. Dwa przypory (rozcięcia) w górnej części przodów wzmacniano i ozdabiano borytasami – skromnymi pętlicowymi naszyciami z czerwono-granatowej skręconej włóczki – nawiązującymi do wzorów umieszczanych na mundurach węgierskiej piechoty (z czasem liczba i złożoność stosowanych ozdób rosła). Przypory zasłaniano klapkami wyciętymi w ząbki (zalatańce). Spodnie nie miały kieszeni.
Portki trybskie miały nogawki u dołu dopasowywane do noszenia butów o wysokiej cholewce. Zdobienia przyporów (w Krempachach i Nowej Białej znane jako cyfry bądź kluce) w porównaniu z odmianą kacwińską zwykle były bardziej rozbudowane, zwłaszcza w późniejszym okresie. W Trybszu i Dursztynie przybierały czarno-czerwone formy zbliżone do podhalańskich – ze ślimockami, kogutkami i motycką. W Krempachach i Nowej Białej podobnie jak w Kacwinie ozdoby formowano ze skręconej czerwono-granatowej włóczki. Klapki przyporów nazywano kwaterami.
Kamizelka
Najbardziej charakterystycznym elementem stroju męskiego były krótkie kamizelki podobnie jak w przypadku damskich gorsetów zwane lajbikami. Szyto je w Lubowli z cienkiego zielonego sukna (jangliji). Na przodach zdobiono je trzema rzędami płaskich guzików (gombosów) oraz haftem łańcuszkowym. Przy pomocy żółtej i czerwonej włóczki wyszywano przeważnie motywy roślinne. Ważnym elementem wzoru były stylizowane kwiaty tulipanów (bądź krokusów), które umieszczano z przodu pomiędzy szeregami guzików (zwykle po sześć lub siedem par). W odmianie kacwińskiej, częściej niż w trybskiej, na przodzie kamizelki obok zewnętrznego rzędu guzików doszywano kistki, chwasty z włóczki wykorzystywanej do wykonania haftów. Zdobiono także dolną część pleców, poniżej dwóch nachodzących na siebie klapek wyszywając roślinny haft uzupełniany guzikami. Wokół Kacwina w ten sam sposób nanoszono także rok uszycia lajbika. Przykładowy wzór zdobień składał się z siedmiu tulipanów, serca i gwiazdek. Po podziale Spiszu w 1920 roku zielone lajbiki zaczęły być wypierane przez granatowe kamizelki występujące u sąsiednich grup górali polskich.
Sukmana
Jako okrycia wierzchnie stosowano sięgające poniżej kolan sukmany o kroju ponczo podłużnego szyte z ciemnego brązowego sukna. Miały długie proste rękawy i płasko przyszyty kołnierz. Układające się kloszowo sukmany noszono zazwyczaj wkładając ręce w rękawy, niekiedy jednak narzucano je na ramiona jak pelerynę. Warianty kacwiński i trybski różniły się zdobieniami. W pierwszym z nich sukmany dekorowane były aplikacjami z sukna (jangliji) w formie białych i czerwonych kropek tworzących kształt trójkąta. Ich podstawą był haftowany czerwony tulipan. Umieszczano je regularnie wzdłuż przodów i mankietów. W typie trybskim w tych samych miejscach wyszywano ściegiem łańcuszkowym niewielkie żółto-czerwone elementy przypominające parzenice.
Pozostałe okrycia wierzchnie
Dawniej zimą noszono serdaki z barwionej skóry, a w okolicy Kacwina długie kożuchy z wyprawianych na biało skór baranich. Miały one długie, zwężające się rękawy i były lekko dopasowane w talii. Wykończone były obszyciami z koźlej skóry, zaś pod szyją lamówką z lisiego futra. Zapinano je na skórzane guziki. Były bogato zdobione aplikacjami z czerwonego sukna, safianu i czerwono-zielonymi haftami.
Pas
Używano dwóch rodzajów pasa: wąskiego rzyminia i szerokiego opaska. Oba wyrabiane były poza terenem Spiszu – na Liptowie i Orawie, a nabywano je bądź to u samych kaletników, bądź też od wędrownych handlarzy. Pierwszy z wymienionych pasów, rzymiń, stosowany był na co dzień do podtrzymywania spodni; przewlekano go przez górny obrąb portek. Miał około dwóch metrów długości, wobec czego opasywano się nim dwukrotnie, wolną część pozostawiając luźno zwisającą. Na widocznej stronie zdobiony był metalowymi guzami. Z kolei zdobiony stempelkowym ornamentem opasek zszywany był z dwóch warstw skóry cielęcej, między którymi wszywano kieszeń na pieniądze i dokumenty. Zapinany był na kilka klamerek (dwie, cztery) z mosiężnej blachy. Stosowany był sporadycznie, raczej jako element stroju w typie trybskim.
Obuwie
Początkowo górale spiscy nosili kierpce. Na początku XX wieku zostały jednak wyparte przez wysokie buty zapożyczone od wojsk węgierskich. W typie kacwińskim cholewki z przodu były wyższe niż z tyłu, wycięte w dwa zęby.

## Typ jurgowski

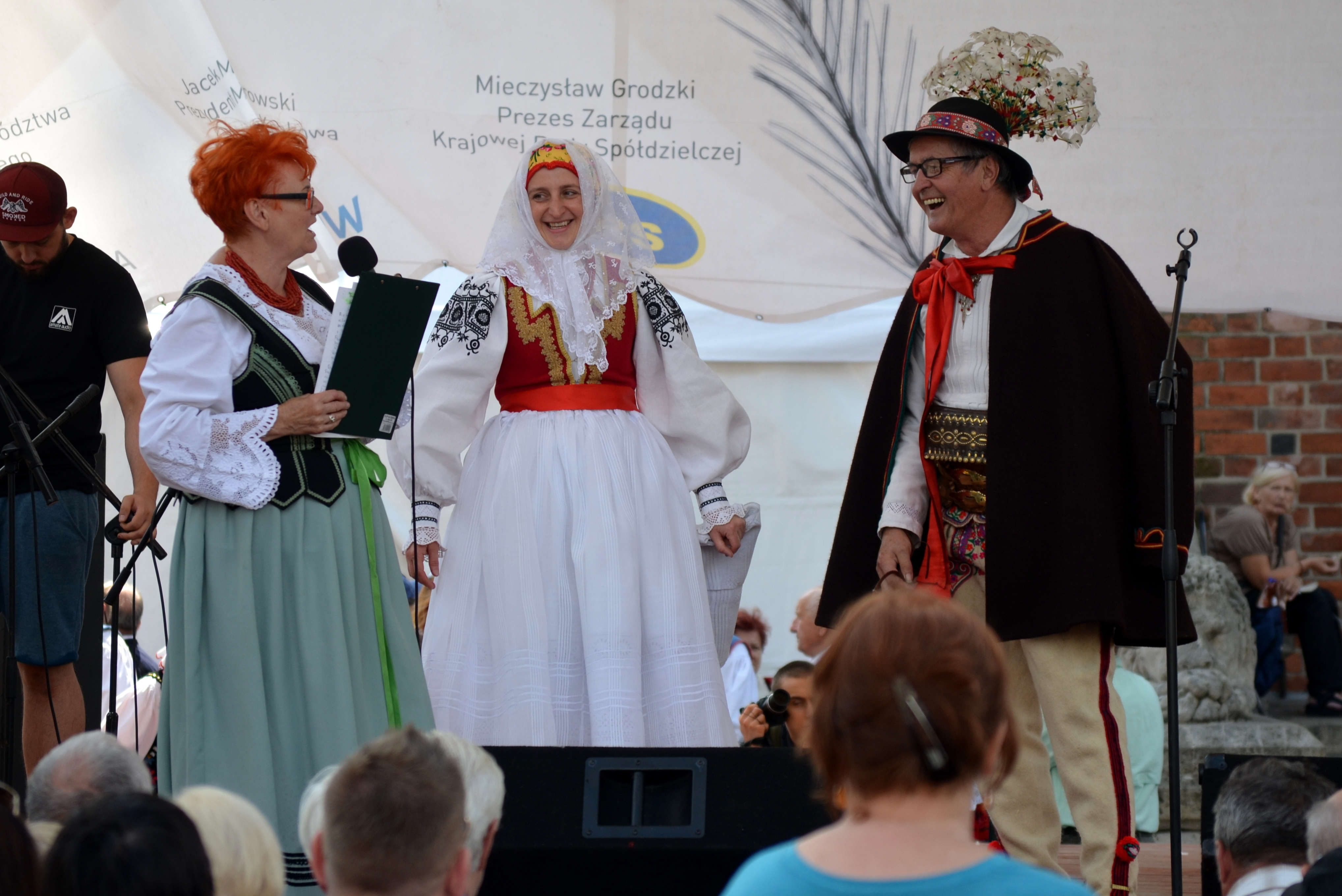
Członkowie zespołu regionalnego w strojach jurgowskich (pośrodku i po prawej; 2018)

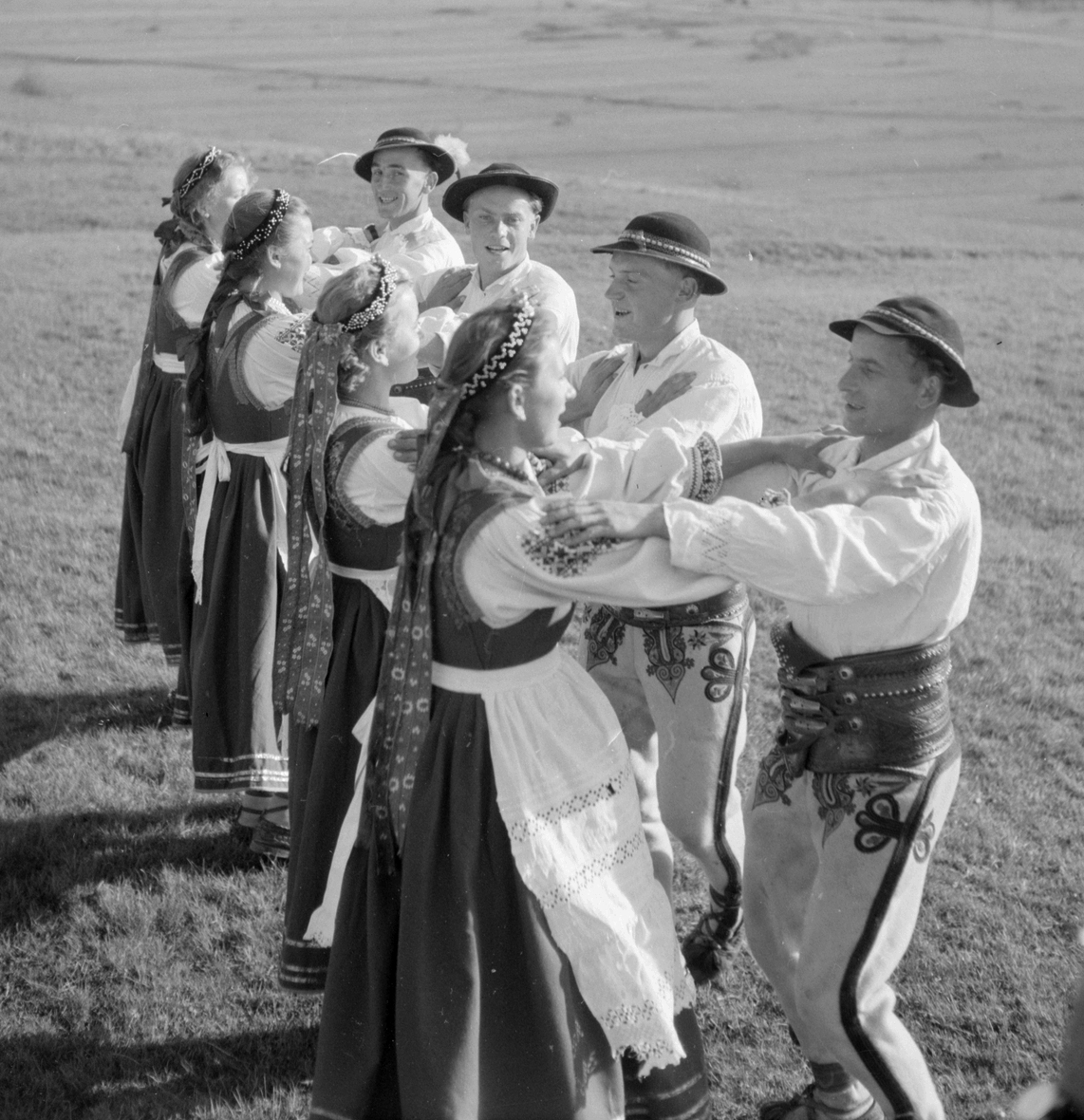
Zespół ludowy z Jurgowa podczas tańca (lata 50. XX wieku)

Strój spiski w odmianie jurgowskiej spotykany był w Czarnej Górze, Jurgowie i Rzepiskach – trzech wsiach podtatrzańskich położonych przy granicy z Podhalem. Cechował się bogatym zdobnictwem i widocznymi wpływami kultury pasterskiej, co upodabniało go do ubioru górali podhalańskich, a jednocześnie wyraźnie odróżniało od pozostałych strojów Polskiego Spiszu.

### Strój kobiecy
Nakrycie głowy

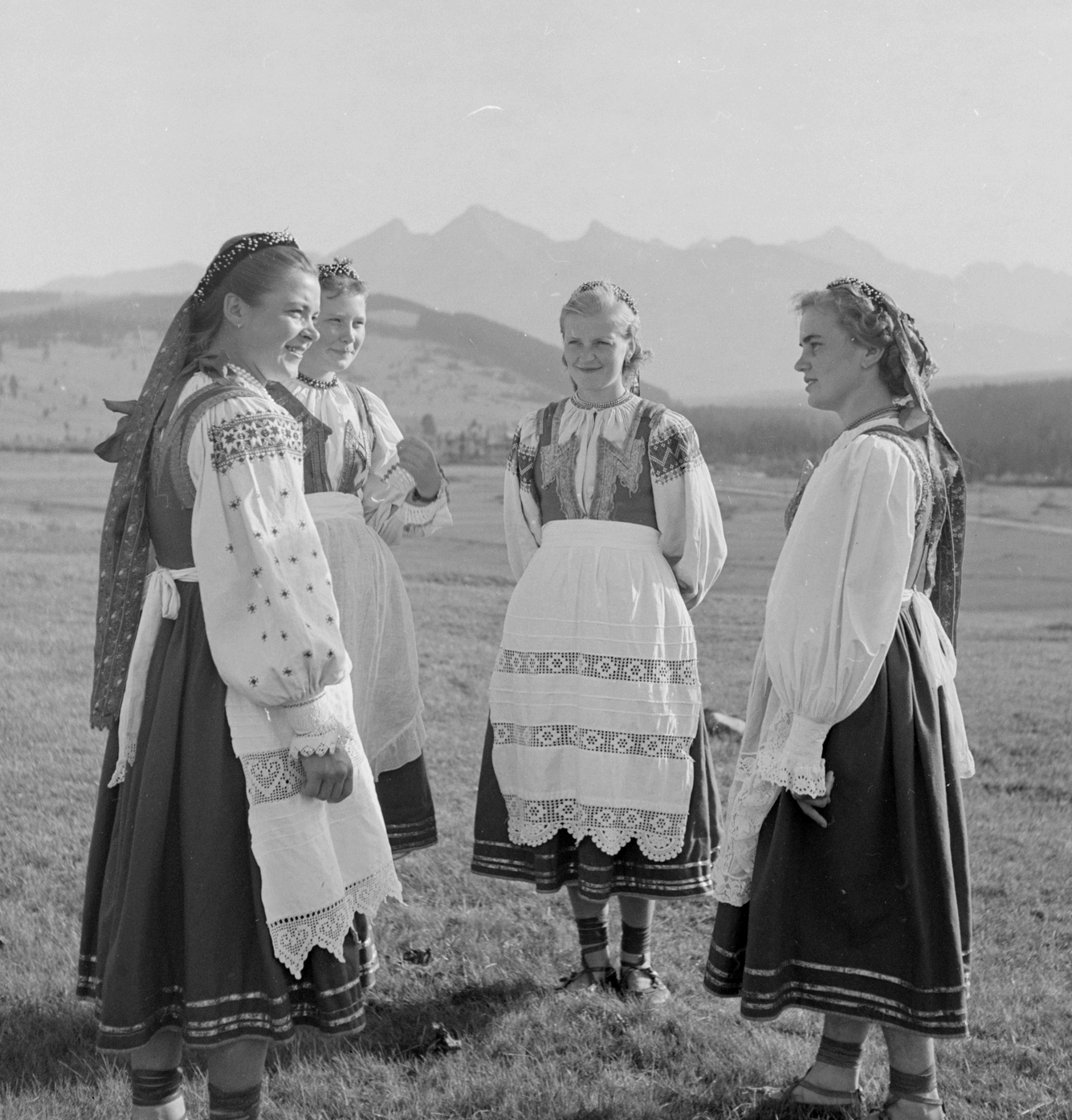
Dziewczęta w strojach jurgowskich (lata 50. XX wieku)

Pod koniec XIX wieku panny czesały włosy gładko, z przedziałkiem pośrodku, jednym warkoczem splecionym z tyłu i przewiązanym wstążką. Kobiety zamężne rozdzielały włosy na pół i mocowały je na chamełce. Następnie zakładano niewielki czepiec z ząbkiem na czele. Robiono to w taki sposób, że nie zasłaniał wszystkich włosów nad czołem. Czepce początkowo szyto z atłasu, a w późniejszym okresie m.in. z kwiecistego jedwabiu, tybetu czy brokatu. Ich brzegi ozdabiano plisowaną wstążką delikatnie wystającą poza krawędź. Na to zakładano – zwłaszcza podczas świąt – spinane pod szyją chusty rąbkowe zdobione białym ornamentem tkackim. Chust tych nie składano na pół, a jedynie podwijano jeden ich róg, dzięki czemu sztywno odstawały po bokach głowy, a jeden z rogów głęboko opadał na plecy.
Koszula
Krótkie, sięgające do pasa koszule szyto z lnianego samodziału w kroju bezprzyramkowym marszczonym. Pod szyją wykończone były wąską oszewką. Występowały w dwóch zasadniczych typach. Pierwszy – o szerokich rękawach marszczonych u dołu w ten sposób, że tworzyły rodzaj falbanki – pozbawiony był mankietów. Koszule te zdobiono na ramionach i rękawach haftem łańcuszkowym, a później krzyżykowym (motywy roślinne i geometryczne). Wyszycia były wykonywane jedwabnymi nićmi, zwykle w kolorze czarnym albo brązowym. Koszule drugiego typu, zwane treluchowymi wykonywano z tkaniny o splocie zbliżonym do rypsowego. Na ramieniu i przy dłoniach zdobione były czerwonym haftem tkackim, miały też mankiety zdobione dodatkowo mereżką, szydełkowanymi forbótkami (koronką) lub bawełnianą wstawką fabryczną (śtykuwanie, śtikeraj). Młode dziewczęta nosiły tzw. koszule trybskie, z krótkimi bufiastymi rękawami przewiązanymi wstążką. Na co dzień noszono robocze koszule o wzorze poncza podłużnego.
Spódnica
Spódnice jurgowskie szyto z różnorakich materiałów, zarówno z lnianego płótna samodziałowego, jak i z materiałów fabrycznych. Najbardziej reprezentacyjną była suknia – czerwona spódnica z jangliji obszyta na dole złotą treską (ozdobną taśmą, galonem). Pozostałe zbiorczo zwano fartuchami, a ich indywidualne nazwy wywodziły się od materiałów, z których je wykonano. Do najpopularniejszych należały obrusiane (z białego płótna lnianego tkanego w różne motywy) i farbanki – farbowane na granatowo i pokryte ręcznie drukowanymi wzorami. W późniejszym okresie stosowano też fabryczne kretony (kartunki) i tybety w kwieciste wzory. Pod spódnice zakładano kilka szerokich falbaniastych spodników (halek).
W czasie największych świąt na wierzch zakładano rąbkowe (rańtuchowe) fartuchy – szerokie spódnice z bardzo cienkiej przędzy lnianej, w którą wrabiano wzory z grubszej przędzy.
Zapaska
Na spódnicę (suknię) nakładało się zapaskę, fartuch lub krótki fartuszek. Zapaski przeważnie były białe, zdobione mereżką lub forbótkami. Nie były wszyte w pasek, a marszczono je poprzez ściągnięcie sznurka przewleczonego przez tunelik w górnej części zapaski. Stosowano także węższe zapaski z czarnego orlijonu (alpaki), które wszywano w pasek i zdobiono czarną koronką fabryczną.
Gorset
Noszono wiele rodzaje gorsetów. Podstawowe dwa odpowiadały tym występującym w pozostałych odmianach stroju z terenu Polskiego Spiszu. Do reprezentacyjnych czerwonych spódnic noszono (a niekiedy doszywano) kabotki – zapinane na haftki gorsety z charakterystycznym trójkątnym wcięciem wykonane z czerwonej jangliji (wcześniej z jedwabnego brokatu) i obszywane złota taśmą (treską). Na co dzień wybierano jednak proste i bardzo krótkie lajbiki, w późniejszym okresie wykonywane z barwnych tybetów. Przestrzeń między lajbikiem a spódnicą wypełniała krajka zapaski.
Szal
Charakterystycznym elementem stroju jurgowskiego był rańtuch, cienki szal z tkaniny rąbkowej noszony przez kobiety zamężne. Miał on ok. 50 cm szerokości i ok. 240 cm długości. Zdobiony był motywami ułożonymi bądź to na całej jego powierzchni, bądź też wyłącznie wzdłuż jednej z krawędzi. Narzucano go na ramiona albo na głowę. Rańtuchy noszono do czasu I wojny światowej, najdłużej w Czarnej Górze, Jurgowie i Rzepiskach, gdzie mieszkało najwięcej tkaczek.
Okrycia wierzchnie
Elementem kobiecego stroju jurgowskiego były wspólne z modą męską sukmany i kożuchy. Nie różniły się one wykonaniem od męskich szytych z brązowego sukna lnianego.
Ponadto w czasie niskich temperatur noszono biały kożuch poszerzany od pasa. Zdobiono go skórą i aplikacjami z sukna. Był on też niezbędnym elementem stroju ślubnego.
Obuwie
Zasadniczo kobiety nosiły skórzane kierpce (latem) bądź sukienne kołcany (zimą). Na początku XX wieku zaczęto nosić drogie skórzane buty z wysoką cholewką zamawiane w Starej Wsi Spiskiej, tzw. szangrinki (ze skóry szagrynowej, o groszkowanym licu).
Dodatki
Strój kobiecy dopełniały czerwone korale i liczne wstążki (sznurki) używane do wiązania warkoczy, mocowania włosów na chamełce, jako ozdoba czepca itd.

### Strój męski
Kapelusz

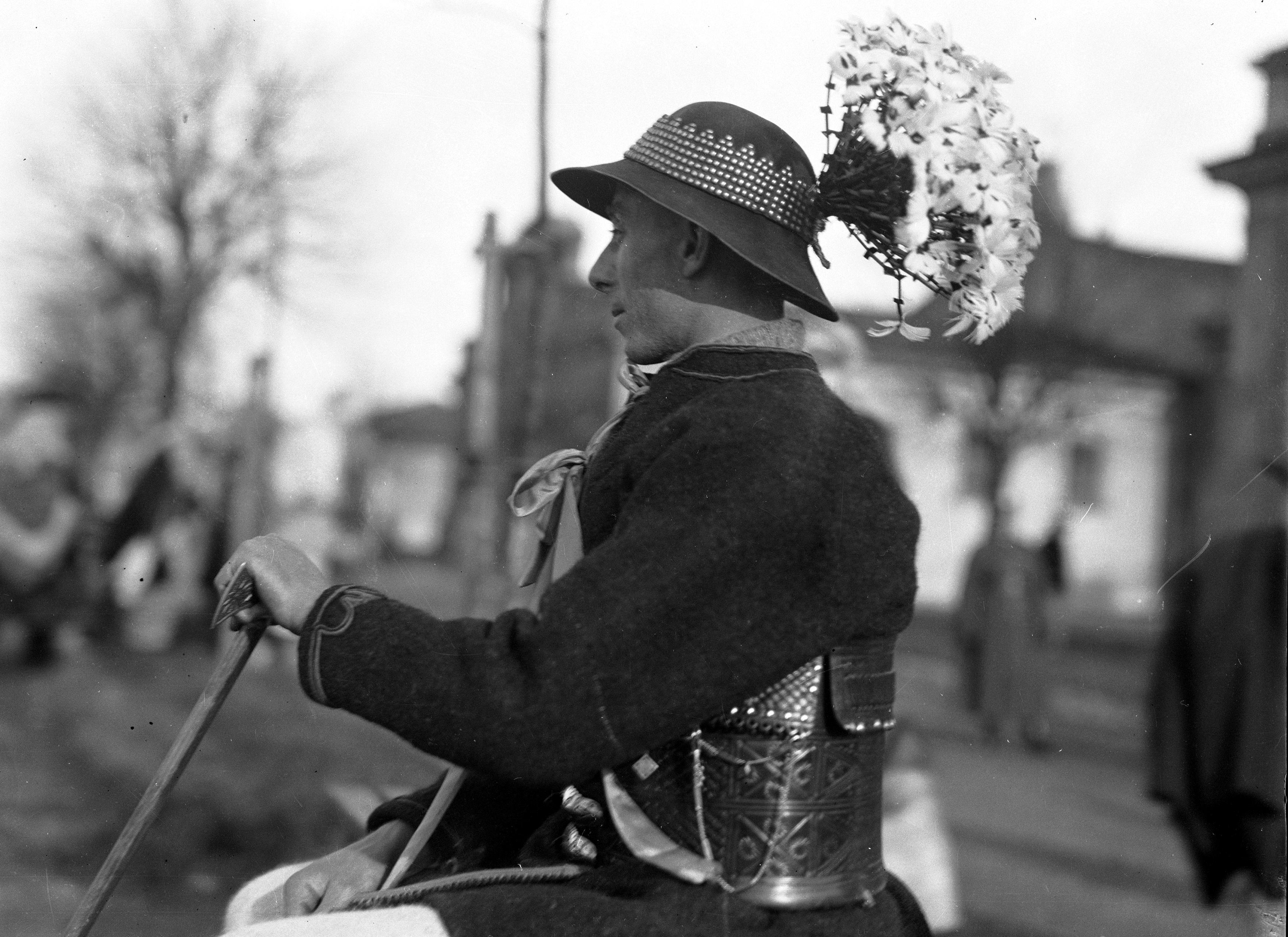
Spiszak jurgowski w kapeluszu pytaca (drużby weselnego, 1934)

Filcowe kapelusze miały kształt zbliżony do podhalańskich kłobuków – o wąskim rondzie i niewielkiej okrągłej główce. Zdobiono ją fioletową tasiemką z retiaską (mosiężnym łańcuszkiem), a w odmianie odświętnej kostkami (muszelkami porcelanek). Za nie zatykano pozłacane rośliny (lnicę), żywe kwiaty albo kupowane w Kieżmarku pióra głuszca (głuchomie).
Wyraźnie odróżniały się także nakrycia głowy związane z obrzędami ślubnymi. Pan młody nosił kapelusz opasany szeroką wstążką, za którą zatykano gałęzie jodły, a ponadto zdobiony paciorkami czy wątrysem – pękiem skręconych mosiężnych drucików. Najbardziej charakterystyczne były jednak ozdoby pytacy (drużbów), tzw. piórka. Ze słomy, kawałków sukna i gęsich piór tworzono 120 „łodyg”, które następnie formowano w duże kwiaty i w takiej formie mocowano u kapelusza.
Koszula
Najstarsze koszule jurgowskie miały krój ponczo podłużnego; szyto je z lnianego płótna samodziałowego. Były krótkie (sięgały do pasa), z niewielkim rozcięciem na przodzie ułatwiającym ich zakładanie. Pod szyją wykańczano je stojącą obszewką zdobioną czarnym haftem krzyżykowym (w bogace lub krokiewkę). Obszywkę wiązano sznurkiem, a rozcięcie poniżej spinano romboidalną lub sercowatą spinką wyrabianą z mosiężnej blachy w Bukowinie Tatrzańskiej. Niekiedy stosowano dwie spinki – mniejszą pod szyją i większą na piersiach. Szerokie rękawy początkowo nie miały mankietów, a jedynie obrębiano je mereżką. Węższa mereżka występowała także powyżej obrębu, gdzie wiązana była w małą krokiewkę. Rękawy łączono z tułowiem koszuli ściegiem zwanym cirką, po obu stronach również wykończonym mereżką.
Pod koniec XIX wieku rękawy zaczęto zwężać, wszywano je w mankiety, zaś obszewkę przy szyi zastąpił wykładany kołnierz. Współcześnie bardziej uroczyste koszule przy rozcięciu na piersi zdobione są mereżką.
Spodnie
Zwane portkami spodnie szyto z białego folowanego sukna samodziałowego. Swoim krojem przypominały portki podhalańskie. Miały obcisłe nogawice z rozcięciem u dołu i doszytymi małymi klinami materiału, dzięki czemu zachodziły na kierpce i zasłaniały stopę. Starsze miały jedno rozcięcie w talii (po prawej stronie), później zaczęto stosować dwa symetryczne przypory zasłaniane klapkami znanymi jako załuski. Były wyposażone w kieszenie. Zszywano je z dwóch nogawek oraz dwóch dodatkowych płatów materiału przedłużających spodnie w części lędźwiowej. W połowie XIX wieku portki ozdabiane były obszyciem z granatowo-czerwonego sznurka wokół przyporów oraz wzdłuż szwów po bokach spodni i na pośladkach. Z czasem liczba zdobień rosła, a sznurki zaczęto układać w kształt parzenicy. Najczęściej spotykanym motywem był gadzik zakończony u dołu krzesiwkiem lub ślimockami (motyw w kształcie serca). W późniejszym okresie wzory zaczęto uzupełniać wielokolorowym haftem, zazwyczaj przedstawiającym coraz bardziej rozbudowane motywy kwiatowe. Dodatkowym zdobieniem był wielokolorowy pompon przyszyty do nogawki w okolicy kostki.
Sukmana
Sukmany jurgowskie znacząco różniły się od noszonych w pozostałych częściach Polskiego Spiszu. Szyto je z brązowego samodziałowego sukna folowanego (odświętne były białe); miały krój ponczo podłużnego. Były przy tym stosunkowo krótkie – sięgały nie dalej niż do połowy uda. Dzięki wszytym klinom były sztywne, sterczały po bokach. Wokół szyi wszywano płaski kołnierz zdobiony wypustką z czerwonej i żółtej jangliji. Podobne elementy umieszczano wzdłuż szwów bocznych i mankietów, które dodatkowo zdobiono naszywanymi aplikacjami wyciętymi w dwa zęby. Sukmana pod szyją wiązana była szeroką czerwoną wstążką.
Kożuch
W zimnych miesiącach noszono kożuchy zszywane z czterech biało wyprawianych baranich skór. U dołu obszywane były galotkami (oprymami) naprzemiennie z białego i czarnego futra. Przody kożuchów zdobiono czerwono-zielonym haftem i aplikacjami z przewlekanego czerwonego safianu.
Serdak
W późniejszym okresie kożuchy zostały zastąpione serdakami z owczej skóry. Początkowo były one białe, skromnie zdobione. Następnie nastała moda na skóry barwione na brązowo zdobione aplikacjami z czerwonej skórki safianowej i zapożyczonymi z Liptowa haftami (motywy kwiatowe, pawie oczka), które zaczęły pokrywać niemal całe plecy. Zamiast guzików stosowano kiecki czyli wielokolorowe włóczkowe pompony.
Pas
Strój odświętny uzupełniał opasek, szeroki pas z mosiężnymi ćwiekami zapinany na kilka (cztery bądź pięć) klamer. Portki podtrzymywał luźno popuszczany wąski dwumetrowy pas rzemienny.
Obuwie
Podstawowym obuwiem męskim były skórzane kierpce zwane spyrcokami.

## Spisz słowacki

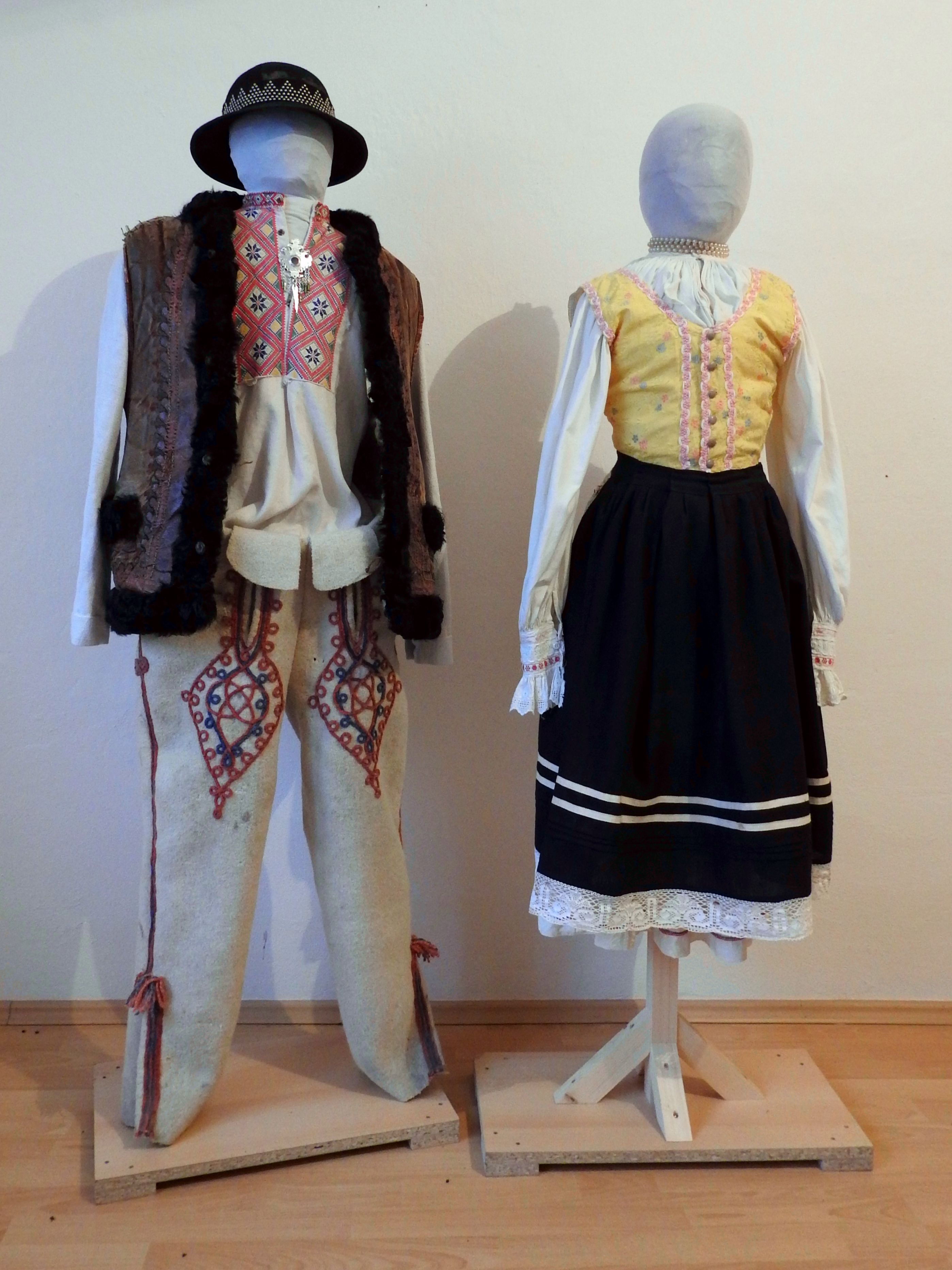
Stroje ludowe z Frankówki (przełom XIX i XX wieku)

Wśród zamieszkującej tereny Górnego Spiszu ludności góralskiej (a po części także rusińskiej, łemkowskiej) nie wytworzył się jednolity typ stroju ludowego, a raczej wzór poszczególnych elementów ubioru wyglądał inaczej niemal w każdej wsi. Strój spiski z terenów dzisiejszej Słowacji nawiązywał – co do zasady – do typu jurgowskiego, a pośrednio do strojów podhalańskich. Do głównych ośrodków, w których kultywowana jest obecnie szeroko rozumiana tradycja góralska, zaliczyć należy podtatrzańskie wsie Zdziar i Lendak, a w części nadpopradzkiej (wschodniej) – Drużbaki Wyżne. W przeszłości oprócz nich strój spiski (góralski, słow. goralský kroj) noszono w Havce, Osturni, Zálesiu. Mniej zdobną odmianę notowano w regionie pienińskim (środkowym): w Czerwonym Klasztorze, Haligowcach, Lechnicy, Leśnicy czy Rychwałdzie (Wielkiej Leśnej). Ubiór noszony na terenach położonych we wschodniej części Górnego Spiszu (w okolicach Lubowli) niekiedy zaliczany jest do grupy archaicznego stroju spiskiego, jednak w ocenie innych autorów należy go zakwalifikować jako odrębny od opisywanego w tym miejscu „stroju góralskiego” typ spisko-rusiński, szarysko-rusiński, szaryski, a w Drużbakach i okolicy – spisko-niemiecki.
Podobnie jak na polskim Zamagurzu, także i tu początkowo ubiór szyto w przeważającej części z materiałów wytworzonych we własnym gospodarstwie: płótna lnianego bądź konopnego, sukna wełnianego, skór i futra. W późniejszym okresie zaczęto stosować fabryczne tkaniny (brokat, jedwab, kaszmir) i zdobienia. Po podziale Spiszu w stroju kobiecym znacznie zwiększono liczbę haftów i innych dekoracji: czepce w całości pokryto cekinami, a na rękawach koszul kolorowe wyszycia zastąpiono szerokimi taśmami nierzadko pokrywającymi całą przestrzeń pomiędzy ramieniem a łokciem.

### Strój kobiecy

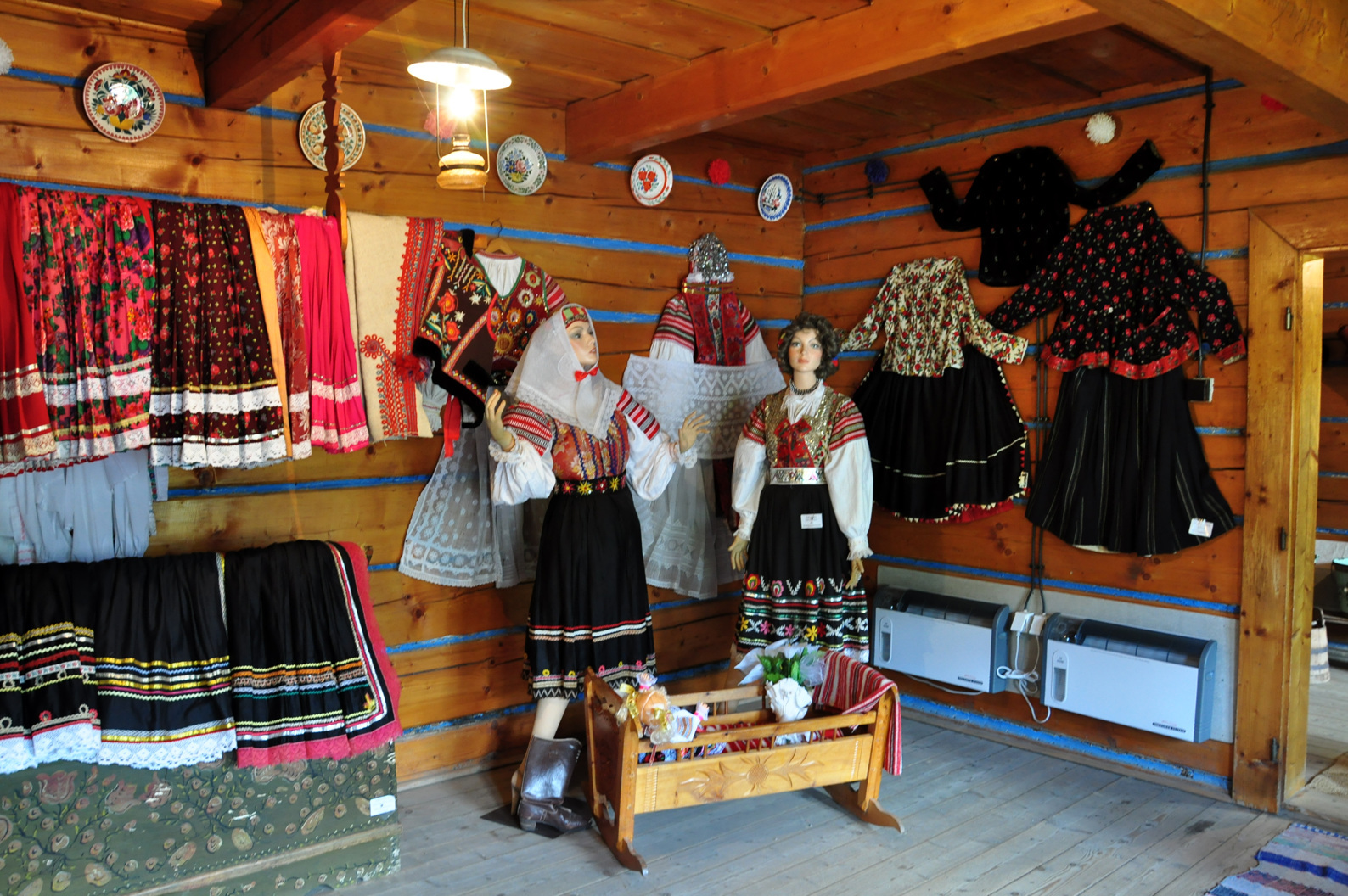
Stroje kobiece na wystawie w muzeum w Zdziarze

W Zdziarze i zamieszkanej przez Rusinów Osturni strój kobiecy zbliżony był do stroju jurgowskiego. Warstwę wewnętrzną tworzyła ciasnocha (słow. rubáš) – długa płócienna koszula spodnia. Wśród młodszych kobiet na początku XX wieku w jej miejsce upowszechniło się raczej stosowanie halki (kitla lub kidla, słow. bendľačka). Na nie zakładano białą koszulę wierzchnią o kroju bezprzyramkowym – z krótkim rękawem do pracy oraz z długim rękawem w dni świąteczne. Koszule odświętne zdobione były na rękawach przetykanymi czerwonymi pasami i mankietami w tym samym kolorze zakończonymi białą koronką. Do końca XIX wieku noszono krótkie koszule nie sięgające nawet pasa. Ich długość zwiększyła się, gdy z mody wyszło doszywanie gorsetów do spódnic.
Na wykrochmalone spódnice spodnie zakładano spódnicę wierzchnią, najczęściej czerwoną kanafoskę, niekiedy też kartunkę, którą z kolei zasłaniano szeroką zapaską (fartuch, zopaska, słow. zástera). Szyto je z dwóch szerokości materiału – u starszych kobiet z czarnego połyskującego klotu obszytego koronką (słow. čipka), u młodszych także z innych tkanin (np. z wzorzystego lub drukowanego kretonu). Przy okazji największych świąt ubierano się na biało – noszono adamaszkowe spódnice, zapaski w tym kolorze oraz rańtuchy – rąbkowe szale.  Tak jak w polskiej części Spiszu w użyciu były dwa rodzaje gorsetów: ostro zakończone kabotki i lajbiki o bardziej obłych wycięciach. Pierwsze z wymienionych szyto zazwyczaj z tego samego materiału co spódnice, podczas gdy lajbiki wykonywano również z kaszmiru czy delinu. Także i w tym elemencie występowało rozróżnienie kolorystyczne w zależności od wieku; ciemne gorsety oznaczały kobietę starszą, podczas gdy w te żywszych kolorach, np. czerwone – pannę.
Na początku XX wieku upowszechniły się krótkie płaszcze (słow. reklík) z długimi rękawami szyte z ciemnej flaneli lub klotu (pierwotnie z barwionego samodziału) podszytego płótnem. Zimą noszono zdobione kamizelki i kożuchy ze skór baranich. W Osturni skóry wyprawiano na biało i zdobiono kwiecistymi naszyciami z białej i czerwonej irchy oraz dodatkami czarnego futra baraniego. Do końca XIX wieku popularne były kożuchy długie, sięgające łydek, później – zwłaszcza wśród młodszych kobiet, upowszechniły się krótsze, lekko taliowane. Kożuchy stanowiły atrybut kobiet zamężnych, nierzadko stanowiły podarek ślubny.
Na stopach noszono onuce i kierpce ze skóry bydlęcej, a w przypadku większych świąt – wysokie czarne ciżmy z doszywanym do cholewki dodatkowym pasem skóry w kolorze naturalnym. Zimą obuwano płócienne kołczany  (słow. kolcúny) albo kolorowo wyszywane kapcie (słow. kapce lub papuče).
Panny czesały włosy w jeden warkocz, do którego doczepiano różnokolorowe wstążki. W czasie świąt włosy dekorowano także przy pomocy długiej szerokiej wstążki z motywami kwiatowymi, której wolne końce doszywano do kawałka tektury i w takiej formie upinano do warkocza. W podobny, choć zawierający więcej zdobień sposób konstruowano wianek panny młodej (słow. parta). Kobiety zamężne zaplatały włosy na chamełce (słow. kouko), na co następnie zakładano czepiec z zębem na przedzie wykonany z kolorowego kaszmiru. Na głowę zakładano także chusty – mniejsze w dni powszednie, większe zaś przy okazji świąt. Te pierwsze spinano pod szyją, drugie zaś krzyżowano na piersi i wiązano na plecach. Latem stosowano chustki z tkaniny rąbkowej, zimą z kaszmiru czy nawet wełny. 
Oddzielny typ stroju wykształcił się w Lendaku, gdzie charakterystycznym elementem były szerokie plisowane zapaski (fartuh) zakładane na kwieciste spódnice (kydeľ). W czasie największych świąt noszono białe, w czasie pozostałych (np. w drugi dzień Bożego Narodzenia) różowe, zaś na co dzień obowiązywały zapaski błękitne. Bogato zdobione cekinami odświętne gorsety (ľajbiky) zakładano na koszule z krótkimi lub długimi rękawami. Typowym obuwiem były wyszywane kapcie lub wysokie skórzane buty. Panny przystrajały włosy trzema długimi wstążkami (środkowa czarna, po bokach kolorowe), mężatki zakładały okrągły czepiec (kikľok), którego wzór różnił się jednak znacznie od stosowanego np. w Zdziarze. Na czepce nakładano chustki (latem mniejsze, zimą większe). Popularną ozdobą były perły.
W rejonie pienińskim w XIX wieku strój kobiecy składał się z krótkiej płóciennej koszuli o bufiastych rękawach, spódnicy domowego wyrobu – najczęściej z czerwonego kanafasu bądź z jangliji, sznurowanego gorsetu, zapaski z białego płótna albo tiulu. Obuwie stanowiły ciżmy z miękkiej jasnej skóry nabywane na jarmarkach od szewców (ciżemkarzy) z Białej Spiskiej. Na przełomie wieków strój zaczął podlegać istotnym zmianom, do czego przyczyniły się grupy pracowników rolnych przybyłych ze spiskoniemieckich wsi w Kotlinie Popradzkiej, węgierscy rzemieślnicy, wędrowni druciarze czy miejscowi handlarze i przemytnicy podróżujący na drugą stronę Dunajca. W późniejszym okresie do typowych elementów ubioru należało zaliczyć bawełnianą marszczoną koszulę o długich szerokich rękawach wykończonych koronką, drukowaną spódnicę i zapaskę oraz głęboko wycięty gorset w ciemnych kolorach wykonany z aksamitu bądź kaszmiru, który doszywano do spódnicy. Strój w tym typie nie był tak bogato zdobiony jak we wsiach podtatrzańskich.

#### Galeria

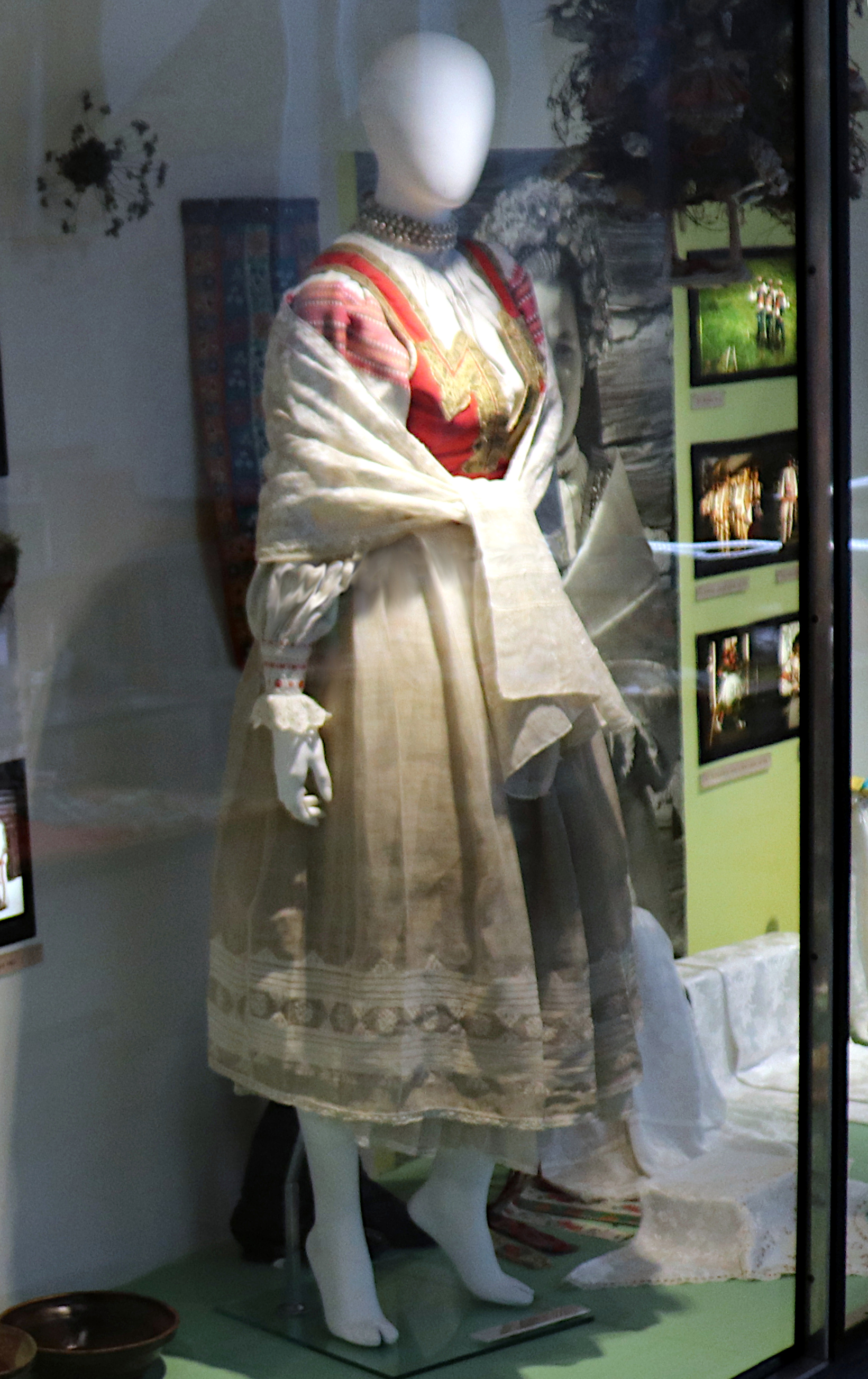
Odświętny strój młodej kobiety ze Zdziaru
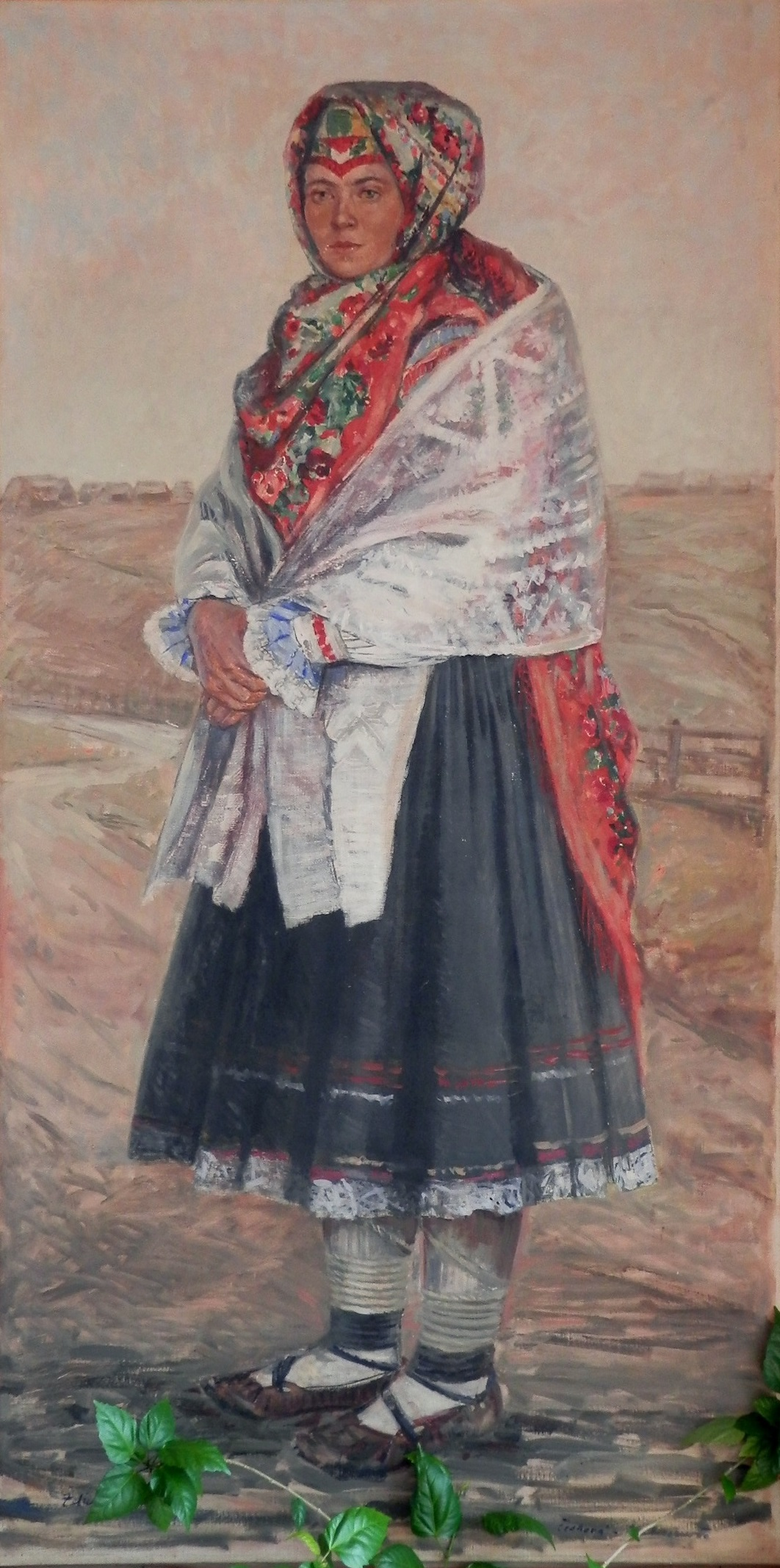
Starsza kobieta ze Zdziaru – obraz z hotelu Granit w Tatrzańskich Zrębach
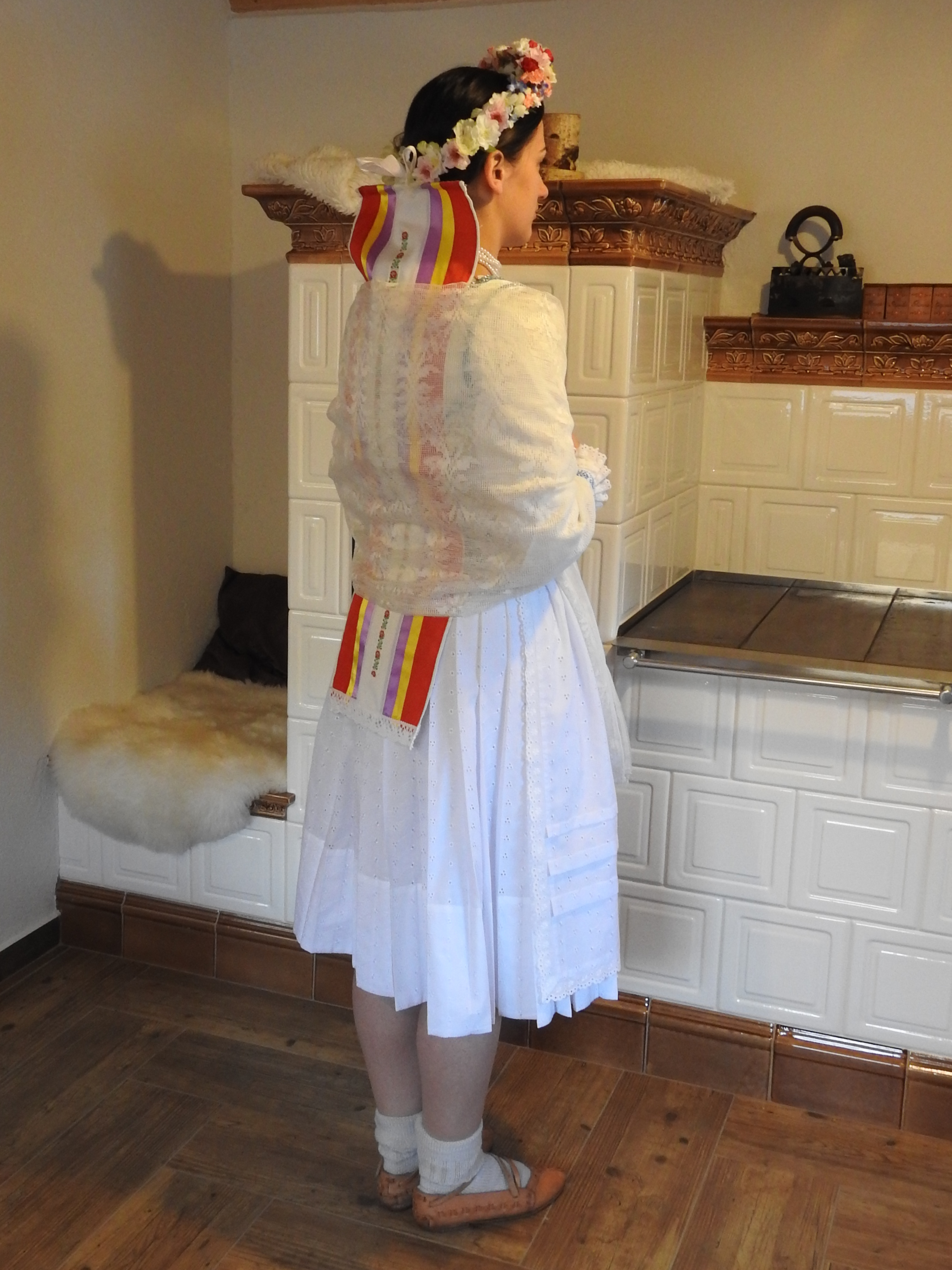
Strój panny młodej z Frankówki (zespół ludowy Frankovčan)

### Strój męski

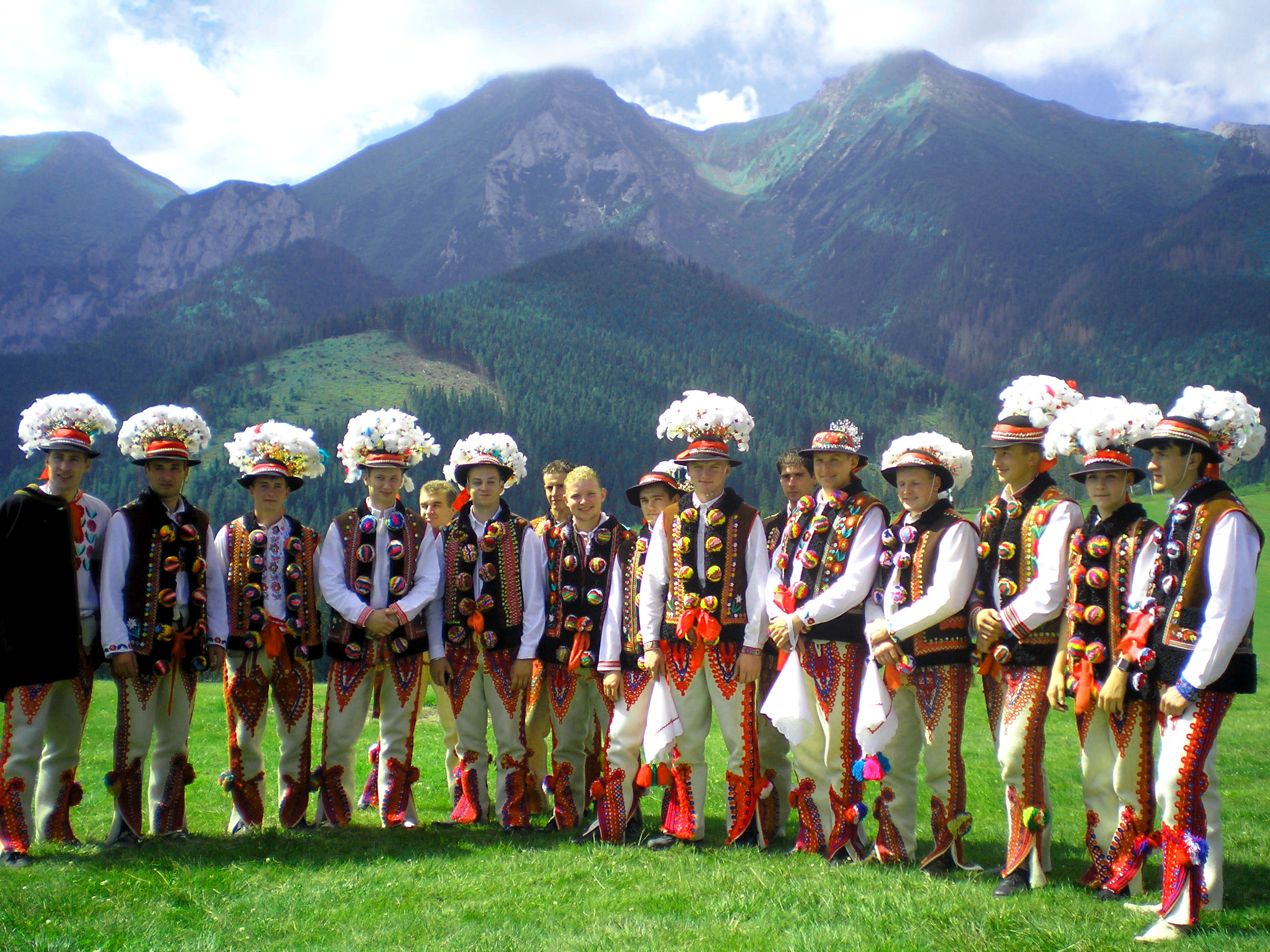
Górale ze Zdziaru w odświętnych strojach

Tradycyjny strój męski w Zdziarze, Lendaku czy rusińskiej Osturni składał się z białej koszuli o kroju ponczo podłużnego szytej z grubego płótna o skośnym splocie (drelich). Do końca XIX wieku koszule były krótkie, sięgające pasa z szerokimi wolnymi rękawami. W późniejszym okresie szyto koszule dłuższe, a rękawy zaczęto obszywać pełniącymi funkcje mankietów taśmami materiału pokrytego czerwonym wzorem. Podobnie zaczęto wykańczać także niewysoki kołnierzyk w formie stójki. Pod szyją stosowano metalową spinkę. Na nogach noszono płócienne gacie – latem w dni powszednie niekiedy jako odzież wierzchnią, w zimie zaś lub w czasie świąt pod białe sukienne portki (gwar. pôrtky, słow. nohavice, hološne) z przyporami. W Zdziarze i Osturni rozcięcia na udzie oraz  dolnej części nogawki obszywano czerwoną i niebieską włóczką. Spodnie codzienne zdobiono znacznie skromniej niż odświętne, na które od początku XX wieku naszywano kilka rzędów naprzemiennie czerwonych i granatowych pętlic pokrywających w efekcie (szczególnie u kawalerów – parobków) znaczną część uda. W Lendaku przyjęły się parzenice o wzorze zbliżonym do jurgowskich, bogato uzupełniane wielokolorowym haftem z motywami roślinnymi, kwiatowymi. Spodnie podtrzymywano skórzanymi pasami nabitymi ćwiekami – w wersji odświętnej szerokimi, o trzech lub pięciu klamrach. W Lendaku wolny koniec pasa przywiązywano wstążką do guzika.
Na ramionach przez cały rok noszono skórzane lub sukienne serdaki (gwar. serdok, słow. kožuštek). Odświętne białe kamizelki z baraniej skóry zdobiono naszyciami z czerwonej irchy układającymi się w kształt kwiatów i liści – w takiej formie charakterystyczne są zwłaszcza dla Lendaku, gdzie wiązane były wstążką. W Zdziarze wygląd serdaków bliższy był jurgowskim czy podhalańskim – szyto je z farbowanej na ciemnobrązowo skóry baraniej. Wykańczano je elementami z cienkiej czerwonej irchy i rozbudowanymi symetrycznymi haftami w motywy kwiatowe pokrywającymi niemal całą wolną powierzchnię serdaka. Z przodu doszywano wielobarwne pompony (słow. kystky, brmbolce) służące do zapinania kamizelki.
W zimnych miesiącach okrycie wierzchnie stanowiły krótkie, sięgające do połowy uda gunie (gwar. huňa, słow. kabanica, sukmana) – białe, brązowe lub czarne, szyte z grubszego sukna samodziałowego. W Osturni zdobiono je jedynie czerwonym sznurkiem na niskim kołnierzu oraz na rękawach, bogatsze obszycia i haft spotykano np. w Lendaku. Podstawowym obuwiem były kierpce (skórzane, a zimą także sukienne), które w okresie międzywojennym zaczęły być wypierane przez buty bogancze (słow. baganče), a w Lendaku przez czarne trzewiki. Podstawowym nakryciem głowy w stroju odświętnym był czarny kłobuk (kapeľus) z kostkami lub mosiężnym łańcuszkiem i zatkniętym za nie orlim piórem. W Osturni tradycyjnie noszono także kapelusze z wysokim wywiniętym rondem. W późniejszym okresie modne stały się również miękkie zielone kapelusze.
Odświętny strój męski w okolicy Czerwonego Klasztoru na początku XIX wieku składał się z lnianej koszuli i sukiennych portek podtrzymywanych nabijanym metalowymi guzami rzemieniem (stosowano także szersze opaski). Na stopach noszono onuce i skórzane kierpce, na głowie zaś brązowy kłobuk. Najbardziej charakterystycznym elementem stroju pozostawała czarna lub błękitna kamizelka z delikatnego sukna, którą zdobiono przy pomocy kolorowych guzików i haftu o ściegu łańcuszkowym tworzącym roślinne wzory. Ten element odzieży upowszechnił się następnie także drugiej stronie Dunajca wśród górali pienińskich.

#### Galeria

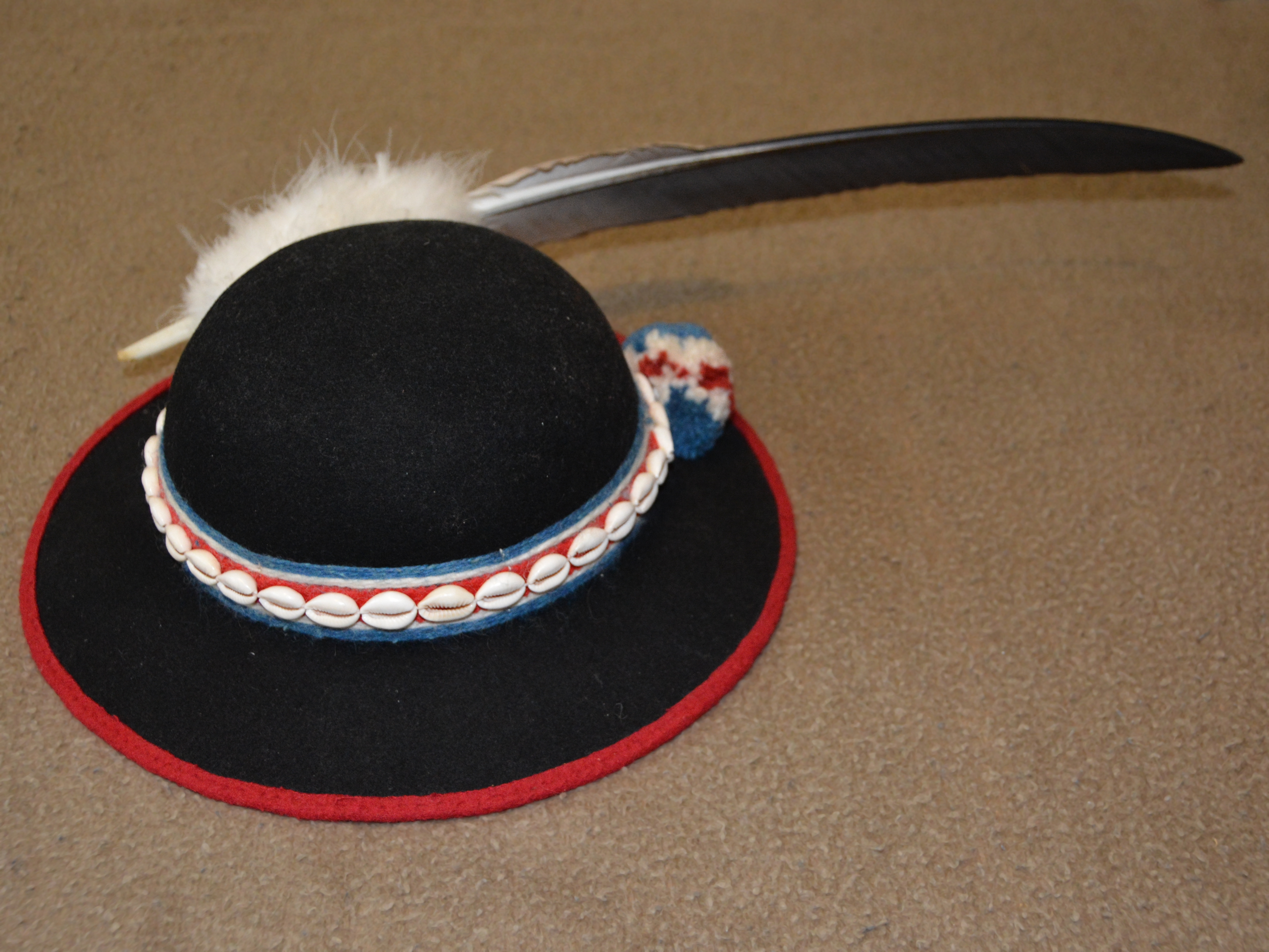
Kapelusz (Zdziar)
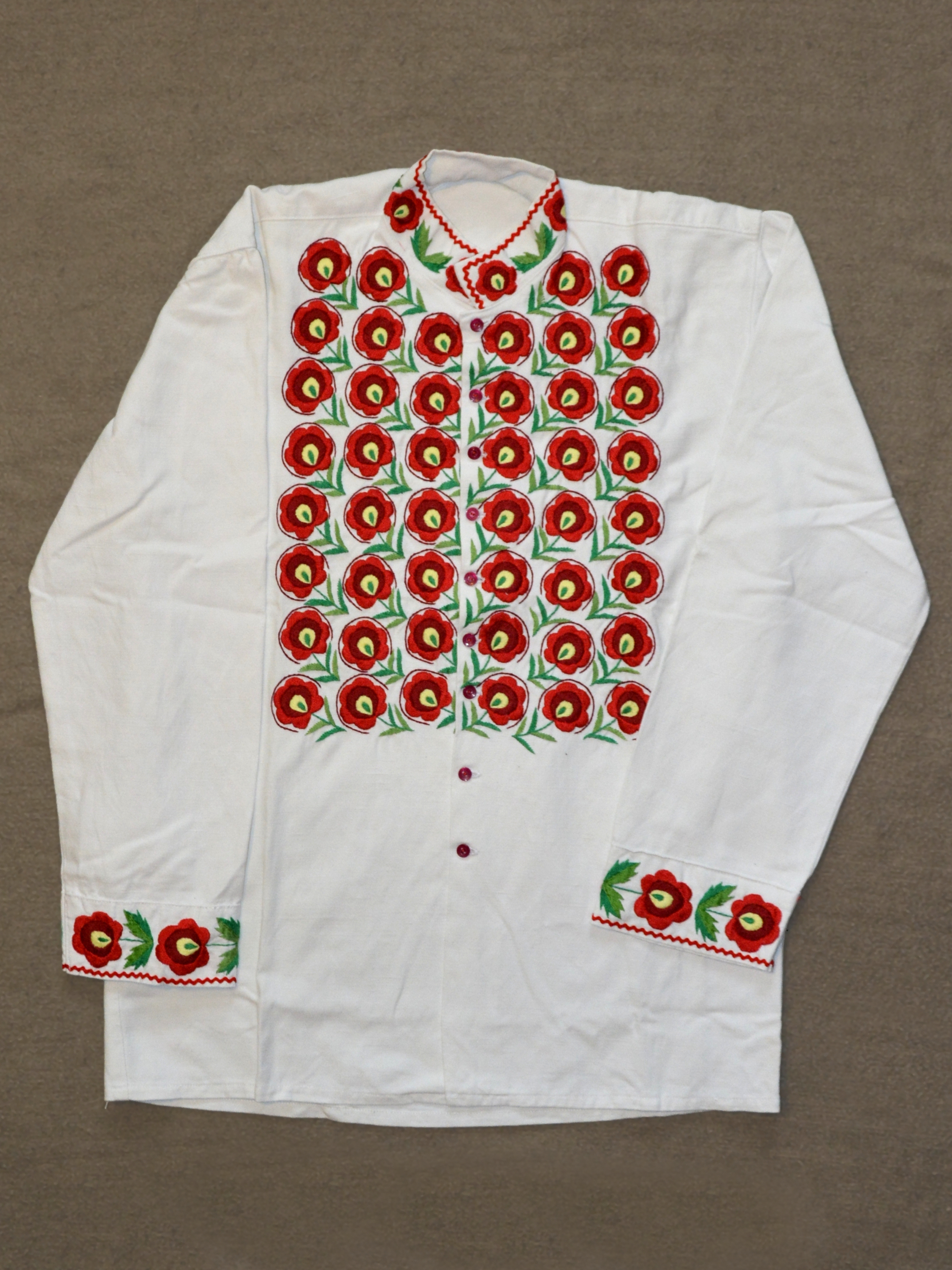
Koszula odświętna (Zdziar, replika według wzoru z lat 20.)
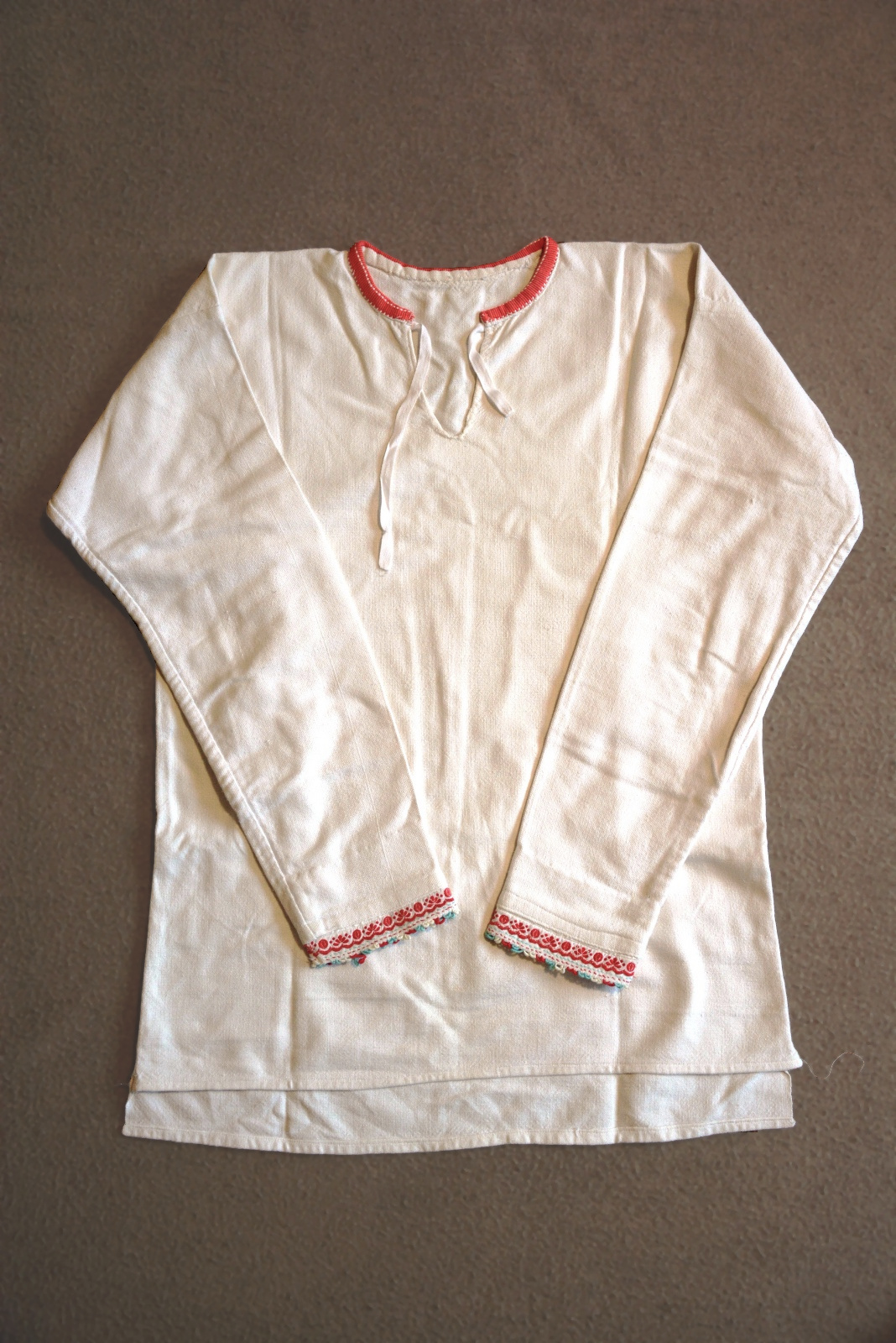
Koszula (Lendak)
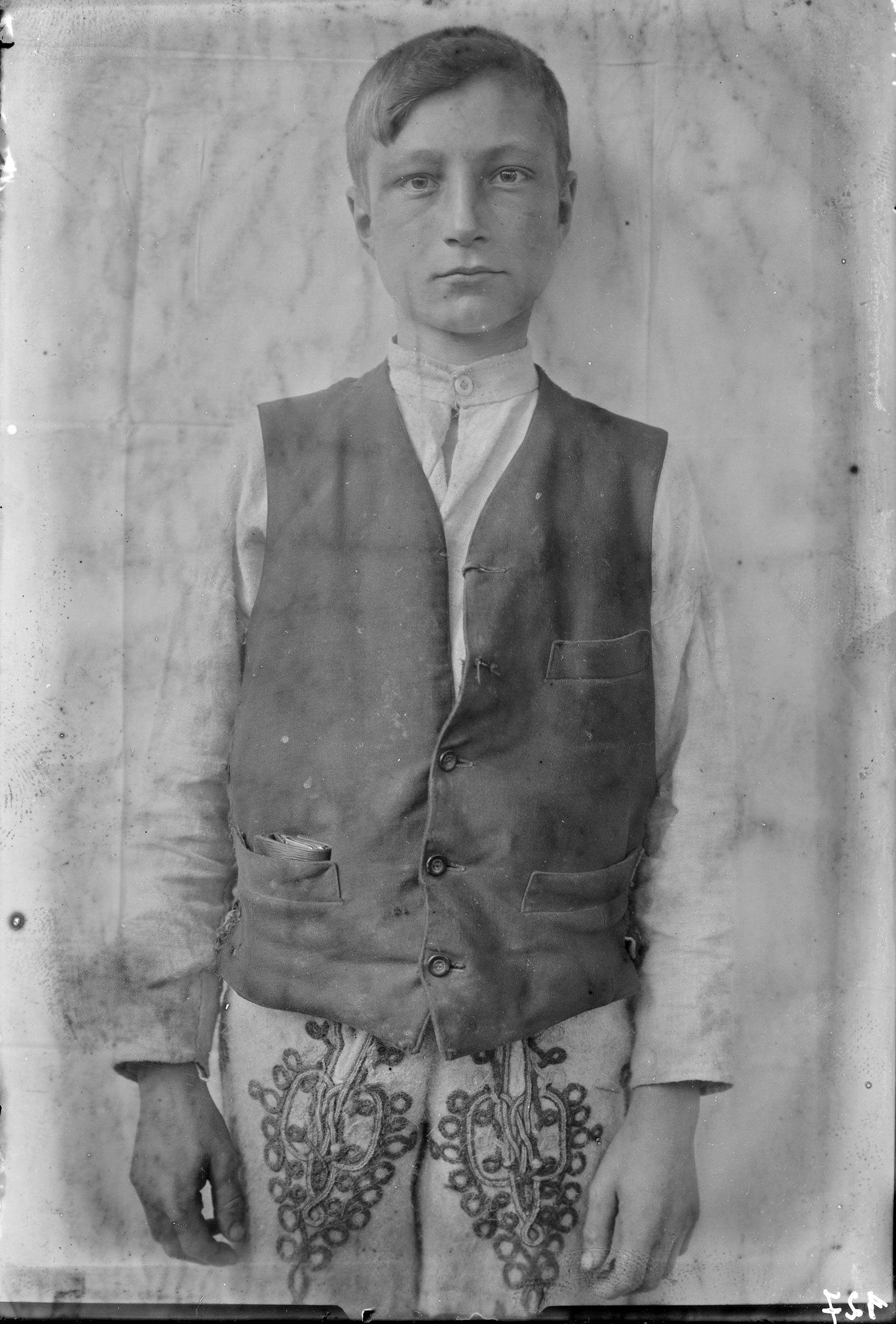
Młodzieniec ze Zdziaru w fabrycznej kamizelce i cyfrowanych portkach (1914)
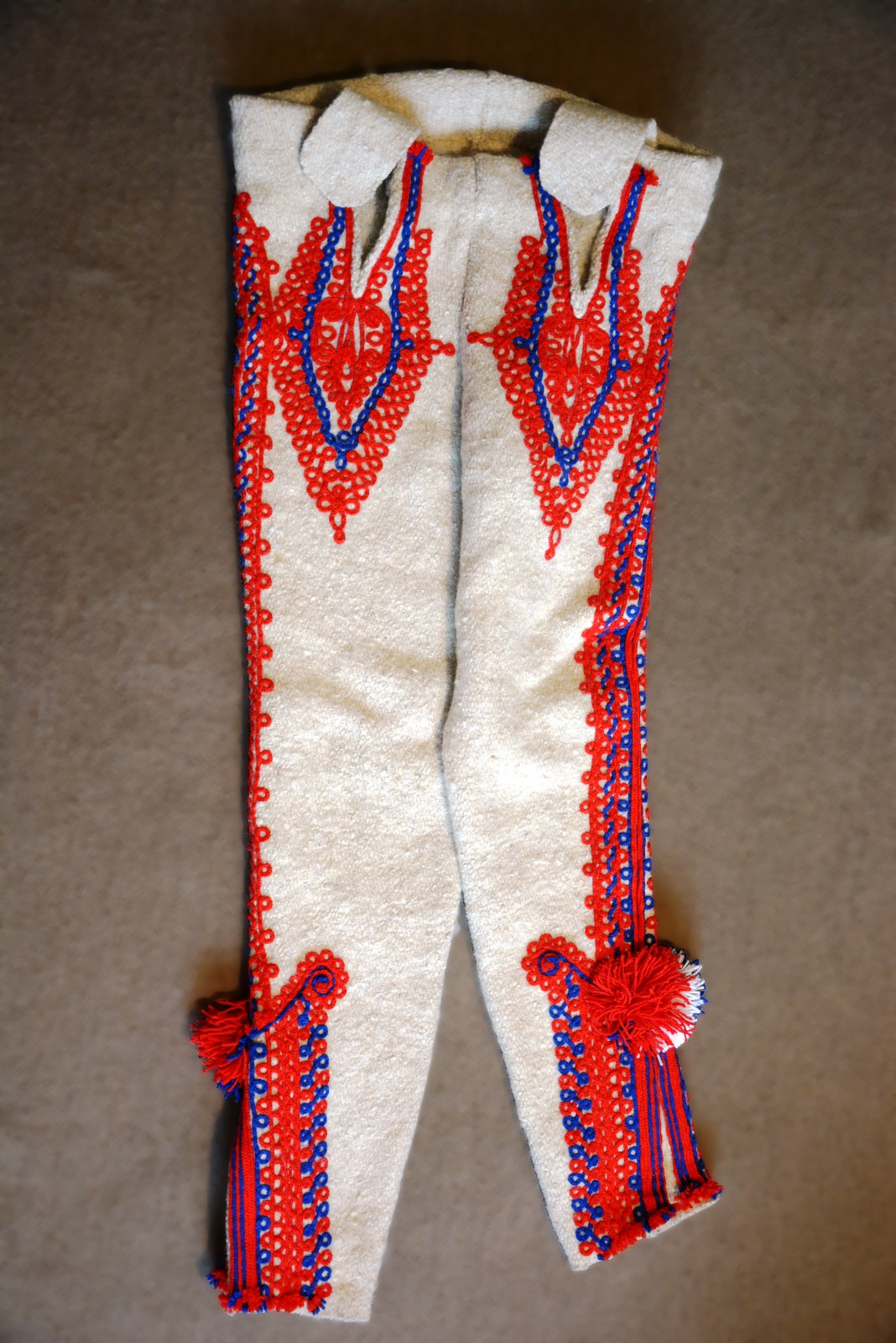
Portki (Zdziar)
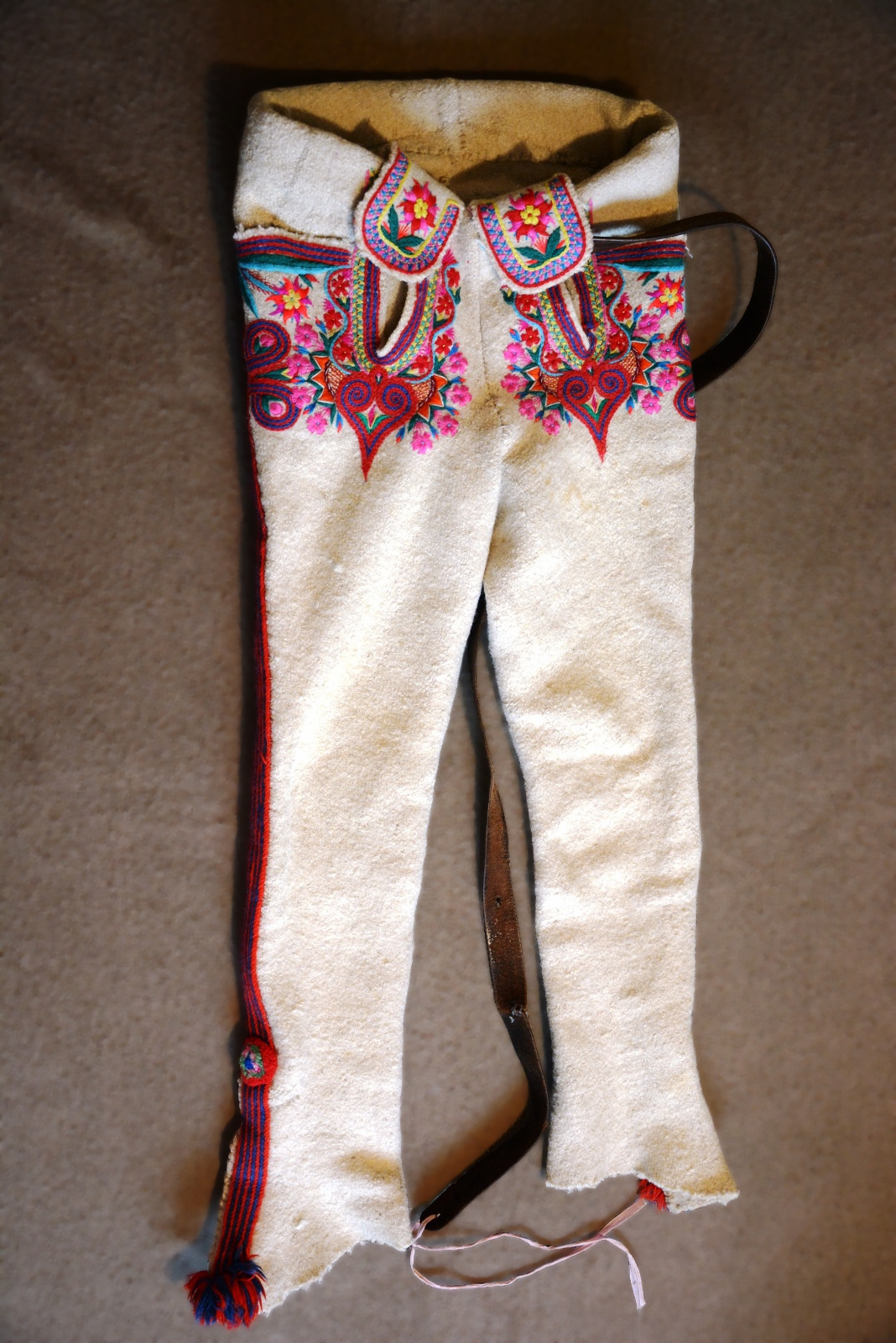
Portki – typ pierwszy (Lendak)
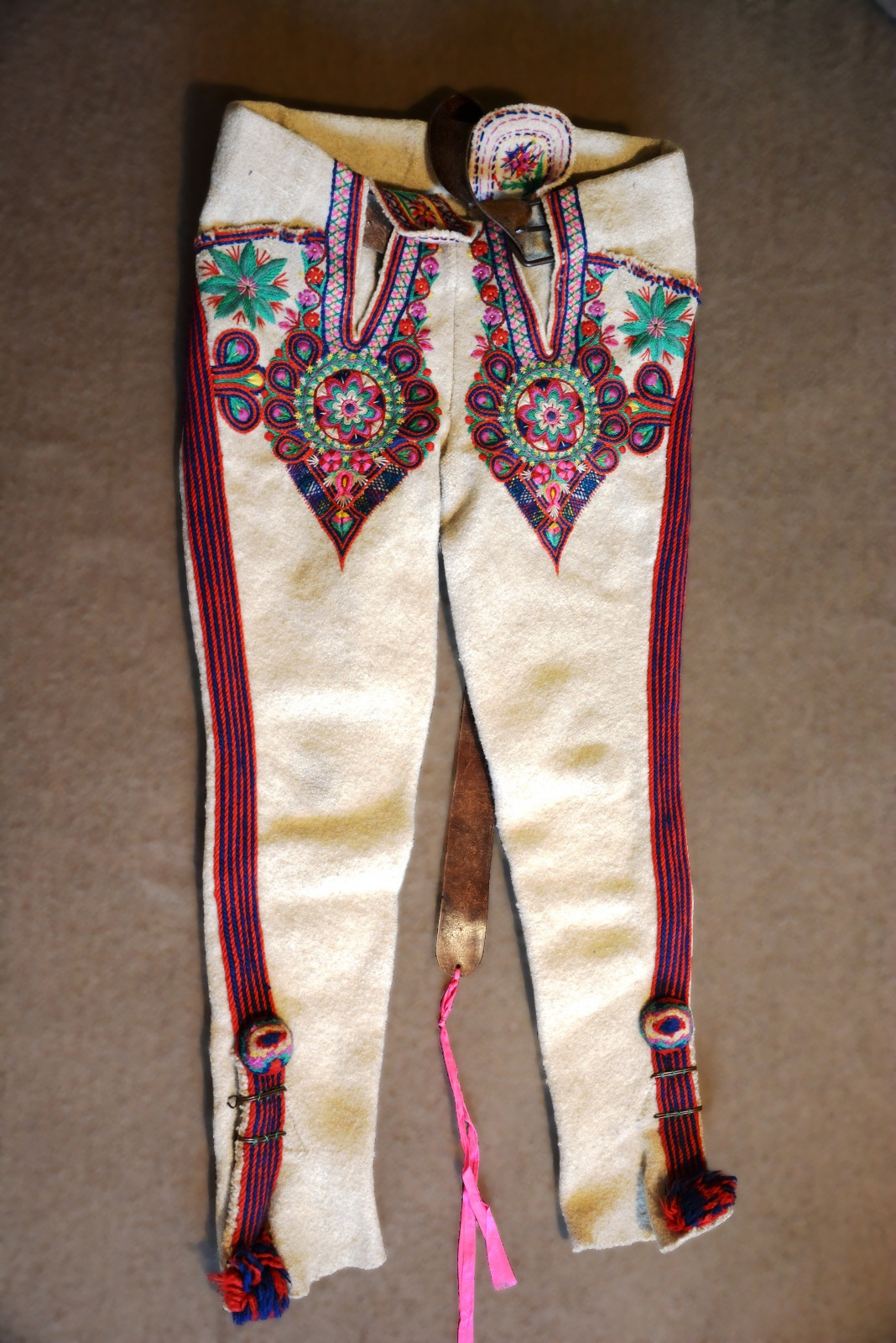
Portki – typ drugi (Lendak)
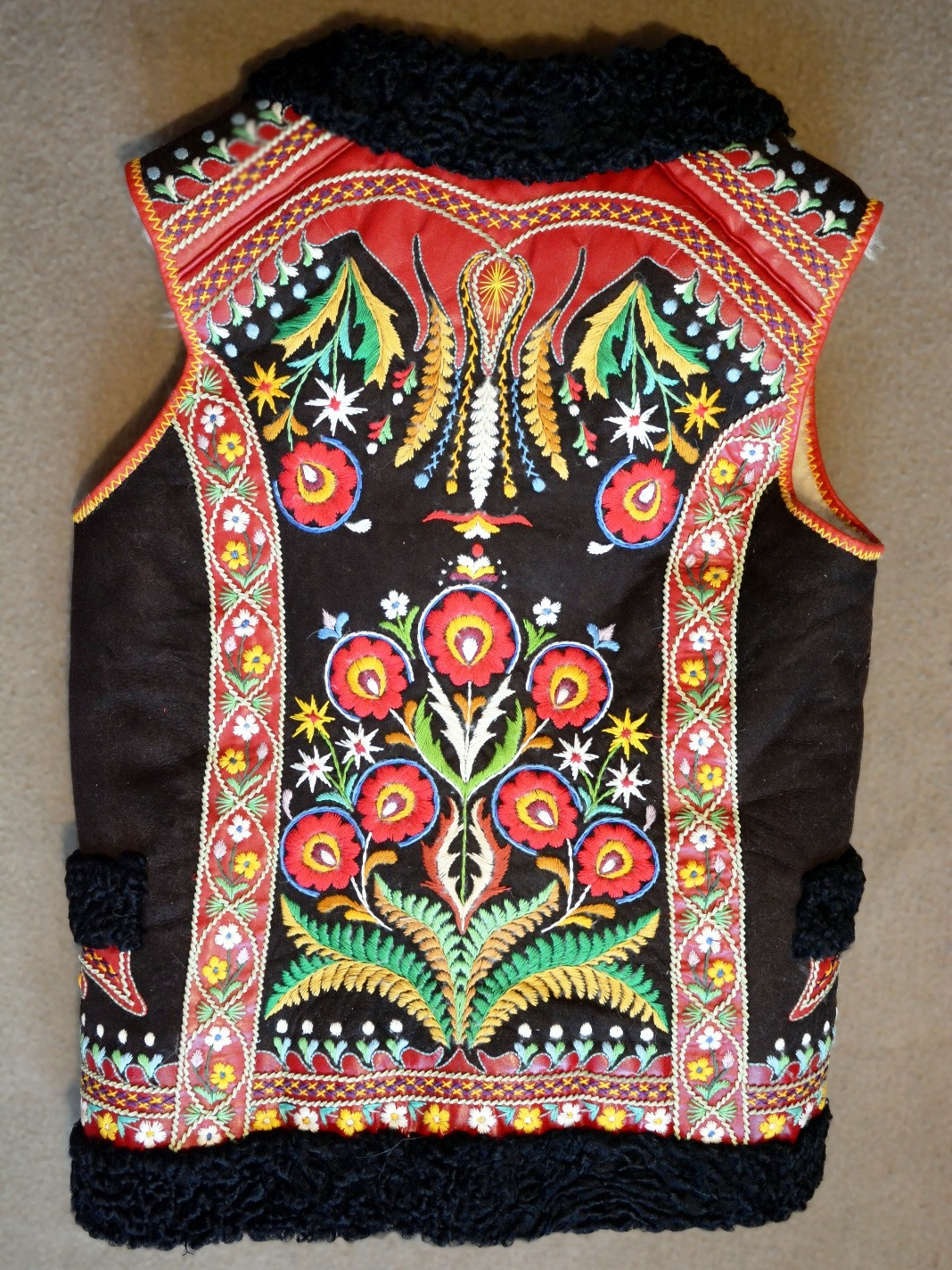
Serdak – plecy (Zdziar)
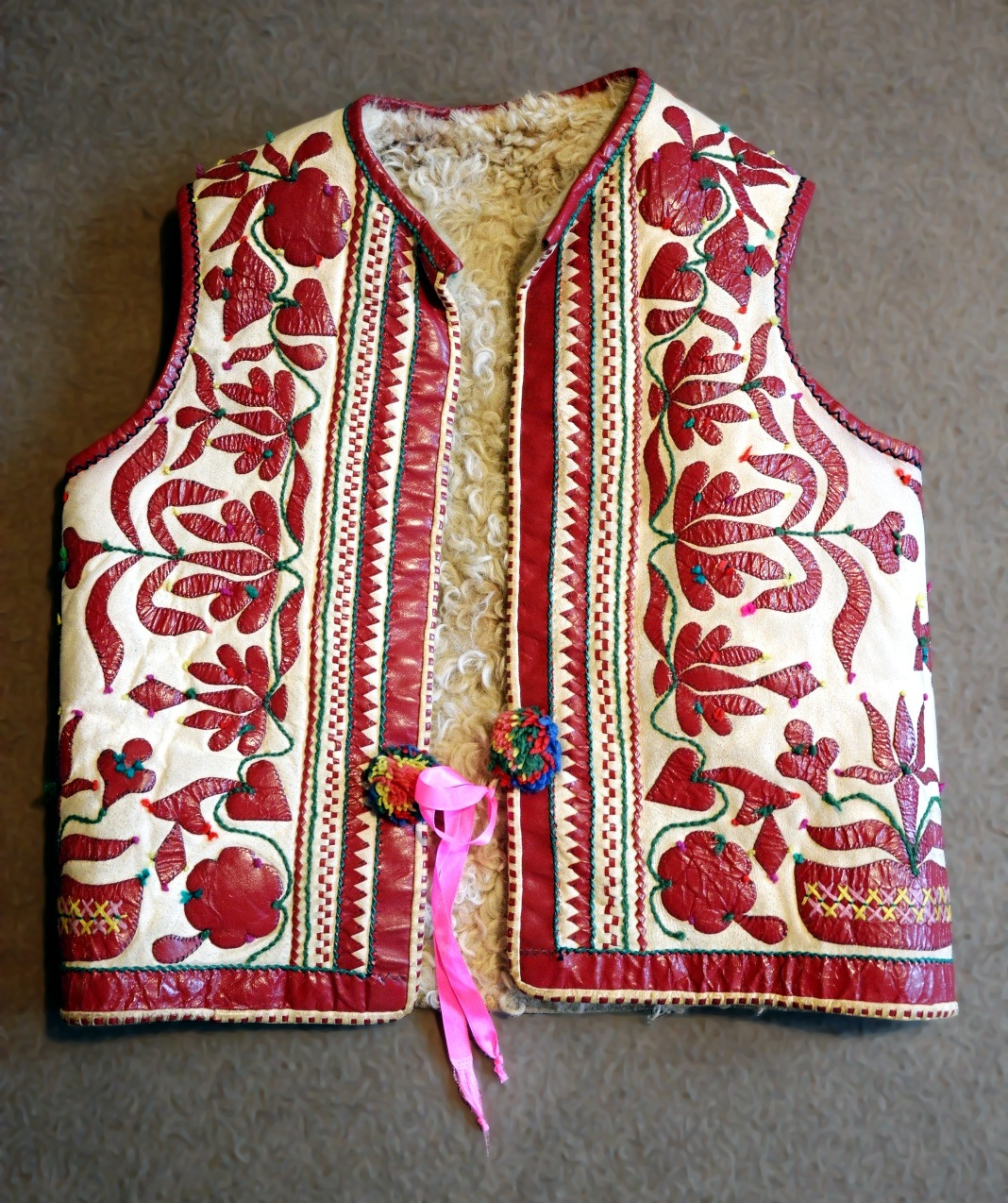
Serdak – przód (Lendak)
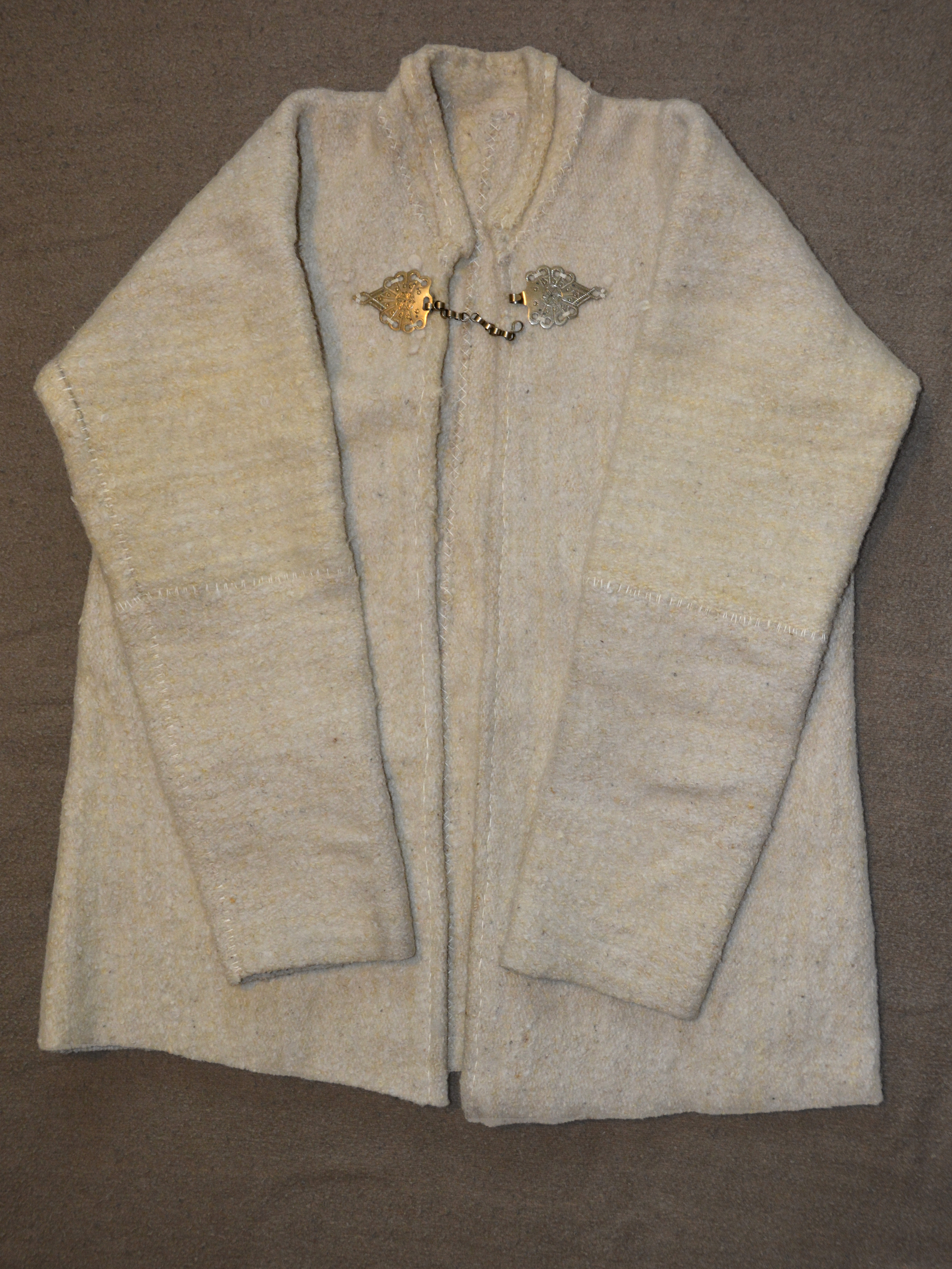
Kurtka (Zdziar)
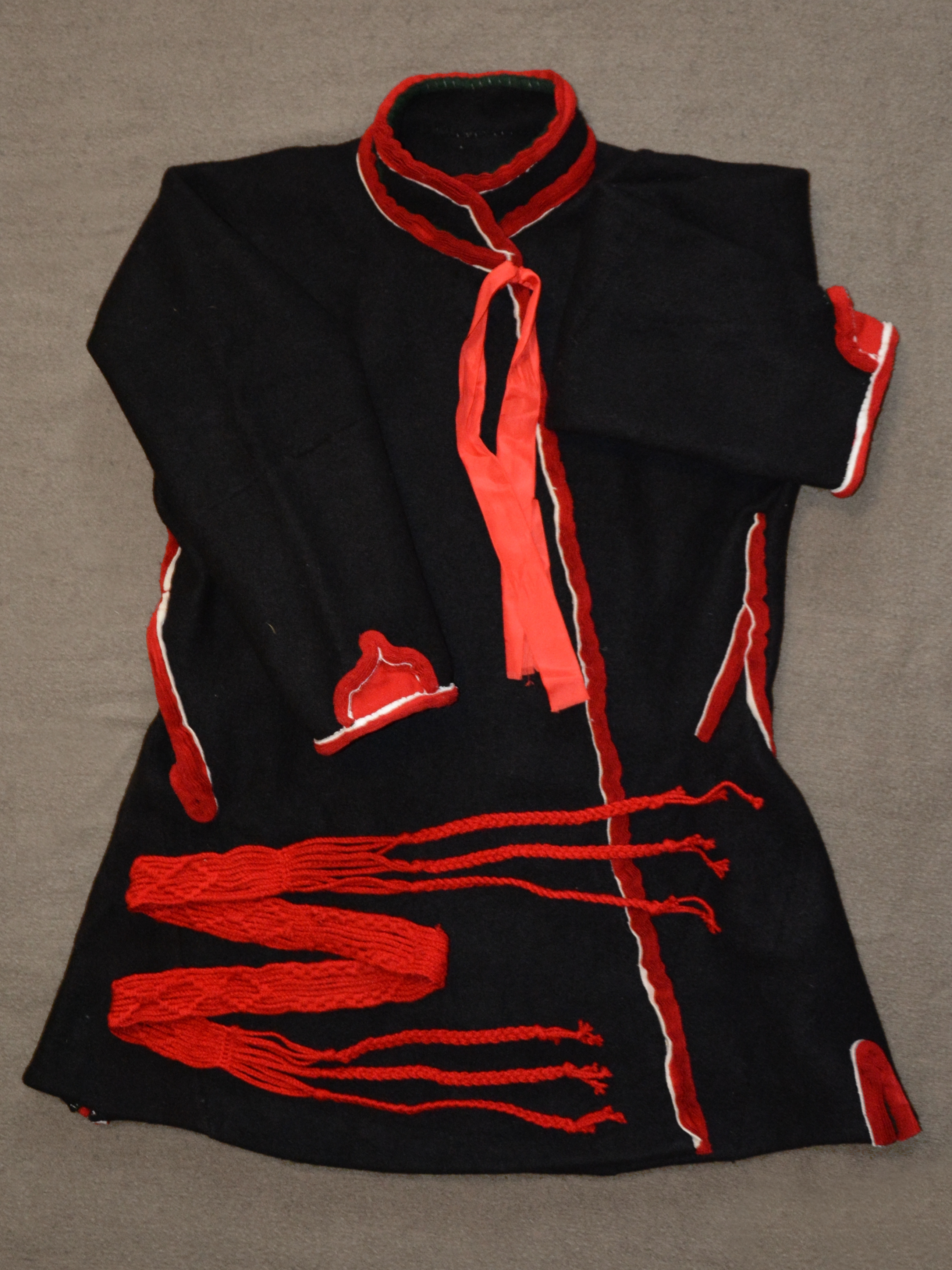
Sukmana z widocznym plecionym pasem (Zdziar)